# Józef Wilkoń
Józef Wilkoń (ur. 12 lutego 1930 w Bogucicach k. Wieliczki) – polski ilustrator, malarz, historyk sztuki.

## Biografia
W latach 1947–1949 uczęszczał do Liceum Sztuk Plastycznych w Krakowie. Jest absolwentem Akademii Sztuk Pięknych w Krakowie (Wydział Malarstwa, dyplom 1955) i Historii Sztuki na Uniwersytecie Jagiellońskim (dyplom 1954).
Zilustrował blisko dwieście książek dla dzieci i dorosłych wydanych w Polsce i kilkadziesiąt wydanych za granicą. Zajmuje się również scenografią (Teatr im. Wilama Horzycy w Toruniu, 1978) i projektuje gobeliny (Spółdzielnia im. St. Wyspiańskiego w Krakowie). Inspiracją dla jego prac jest przyroda, a przede wszystkim zwierzęta, które od lat 80. uczynił głównymi bohaterami swoich opowieści. Od lat 90. tworzy ponadto „przestrzenne ilustracje”, czyli zwierzyńce z drewnianych bali i blachy. Zyskał międzynarodową sławę, był wielokrotnie nagradzany w Polsce i poza jej granicami.
W 2004 stworzył szopkę składającą się z 44 figur, znajdującą się do dziś przy Zespole klasztornym kamedułów w Lesie Bielańskim, niedaleko siedziby Uniwersytetu Kardynała Stefana Wyszyńskiego. Do 2020 przy szopce mieszkał żywy osioł o imieniu „Franek”, obecnie przebywa tam muł „Franciszek II”.
Na przełomie 2006 i 2007 zaprezentował w Zachęcie Narodowej Galerii Sztuki „Arkę” – bestiarium wykonane z drewna i blachy, odwołujące się do biblijnej Arki Noego. Początkowo było to dzieło zainstalowane na ścianie. W 2016 zostały dobudowane części boczne i tył instalacji, a całość umieszczono na terenie dawnego folwarku, wchodzącego obecnie w skład Zespołu pałacowo-parkowego w Radziejowicach. Na terenie tym została umieszczona także inna praca artysty – „Brama Teatru Narodowego”. Jest to oryginalna brama Teatru, którą ówczesny dyrektor Domu Pracy Twórczej w Radziejowicach, Bogumił Mrówczyński, uratował przed złomowaniem powierzając ją twórczej obróbce Józefa Wilkonia.
W grudniu 2009 powstała Fundacja „Arka” im. Józefa Wilkonia (Prezes: Blanka Wyszyńska-Walczak, ur. 1963), której celem jest „ochrona i promocja dorobku artystycznego Józefa Wilkonia i ogólnych wartości związanych ze sztukami pięknymi, a w szczególności ilustratorstwem i sztuką edytorską”.
W 2016, roku 400. rocznicy śmierci Miguela de Cervantesa, ukazała się albumowa, dwutomowa edycja Przemyślnego szlachcica Don Kichote z Manczy w tłumaczeniu Anny Ludwiki Czerny i Zygmunta Czernego, zawierająca sto ilustracji Wilkonia. Jej uroczysta premiera odbyła się w październiku 2016 w warszawskim Studiu Koncertowym Polskiego Radia im. Witolda Lutosławskiego, w obecności wiceministra kultury oraz ambasadora Królestwa Hiszpanii.
W latach 2017–2019 ukazały się trzytomowe rozmowy Wilkonia z Januszem Górskim, stanowiące „opowiadaną autobiografię” artysty: Lustro i promyk (ISBN 978-83-947432-0-8), Szum drzew (ISBN 978-83-947432-3-9) i Arka (ISBN 978-83-947432-0-8). Kontynuacją tej artystyczno-literackiej współpracy był, wydany przez Górskiego w 2021 Alfabet Wilkonia (ISBN 978-83-953727-7-3) – wspomnienia artysty o przyjaciołach i znajomych, którzy w latach 50. i 60. XX wieku, czyli w okresie świetności polskiej sztuki książki i plakatu, pracowali jako ilustratorzy i graficy, zawierające anegdoty z życia towarzyskiego i kulisy warsztatu pracy oraz refleksje na temat rynku wydawniczego czasów PRL-u.
W październiku 2018 na ścianie jednego z budynków przy ulicy Kościuszki w Piasecznie powstał mural na podstawie ilustracji Józefa Wilkonia „Arka ze zwierzętami”. 

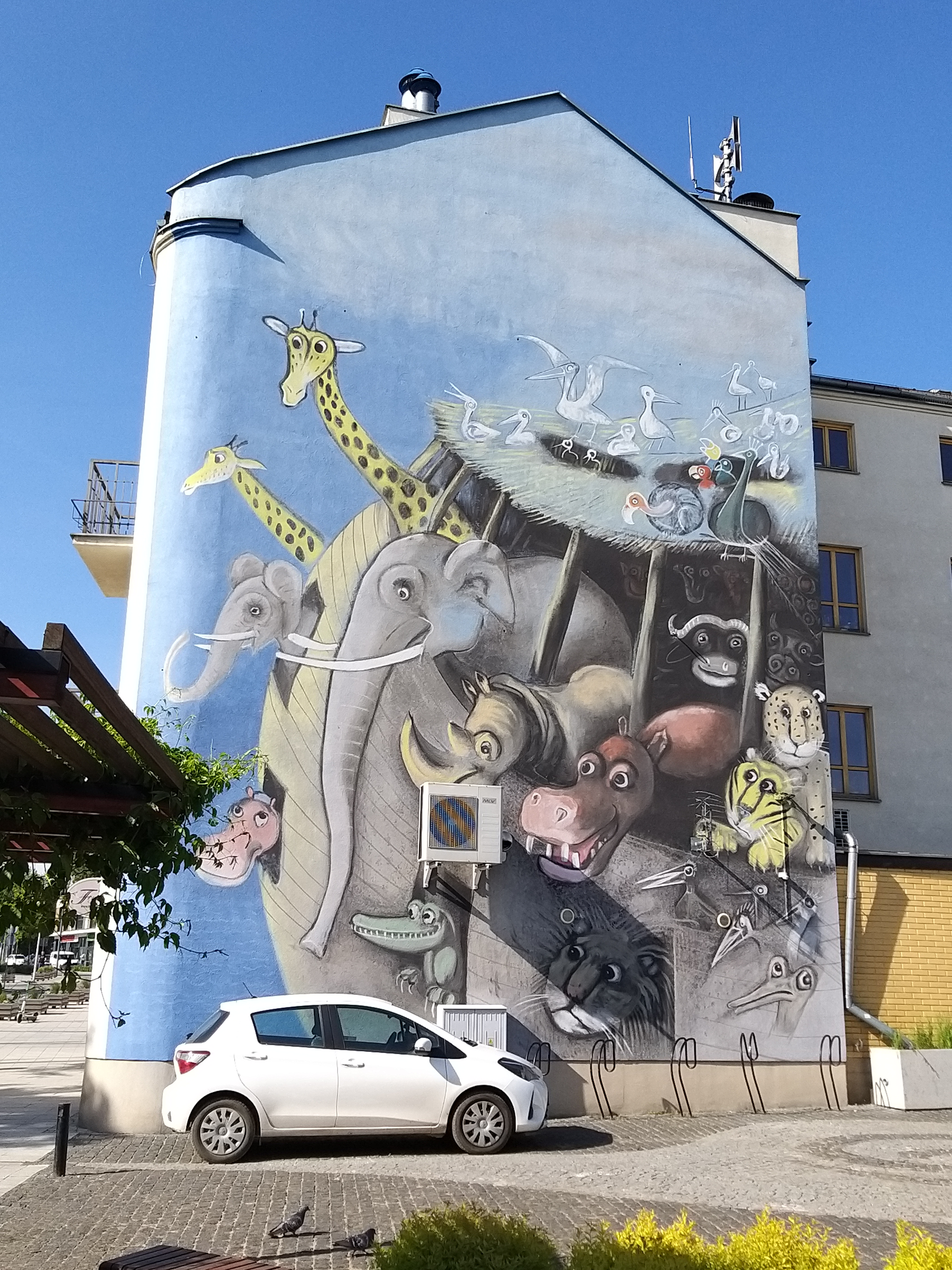
Mural „Arka ze zwierzętami” według grafiki Józefa Wilkonia, Piaseczno, 8 maja 2024

We wrześniu 2022 r. Rada Miejska w Piasecznie podjęła uchwałę w sprawie utworzenia gminnej instytucji kultury pod nazwą „Muzeum Sztuki Współczesnej Józefa Wilkonia w Piasecznie”, której siedzibę zaplanowano w budynku dawnej remizy strażackiej przy ul. Puławskiej 3. Muzeum ma prezentować oryginalne prace artysty, promować sztukę współczesną oraz prowadzić działalność edukacyjną.
W lutym 2025 podczas uroczystości w Domu Pracy Twórczej w Radziejowicach obchodził podwójny jubileusz: 95. rocznicę urodzin oraz 70-lecie pracy artystycznej. Na jubileuszowej wystawie można było z tej okazji zobaczyć prace z różnych okresów jego działalności artystycznej, w tym obrazy z czasów studenckich, kompozycje powstałe podczas plenerów malarskich oraz dzieła z cykli: "Nosiwody" i "Autowidoki". Nie zabrakło także projektów gobelinów, które stanowią istotną część jego dorobku, oraz prac, które nigdy wcześniej nie były prezentowane. Wśród eksponowanych dzieł znalazł się również cykl ilustracji cyfrowych stworzonych do autorskiej książki Zbuntowany Elektron (opublikowanej w 2015).

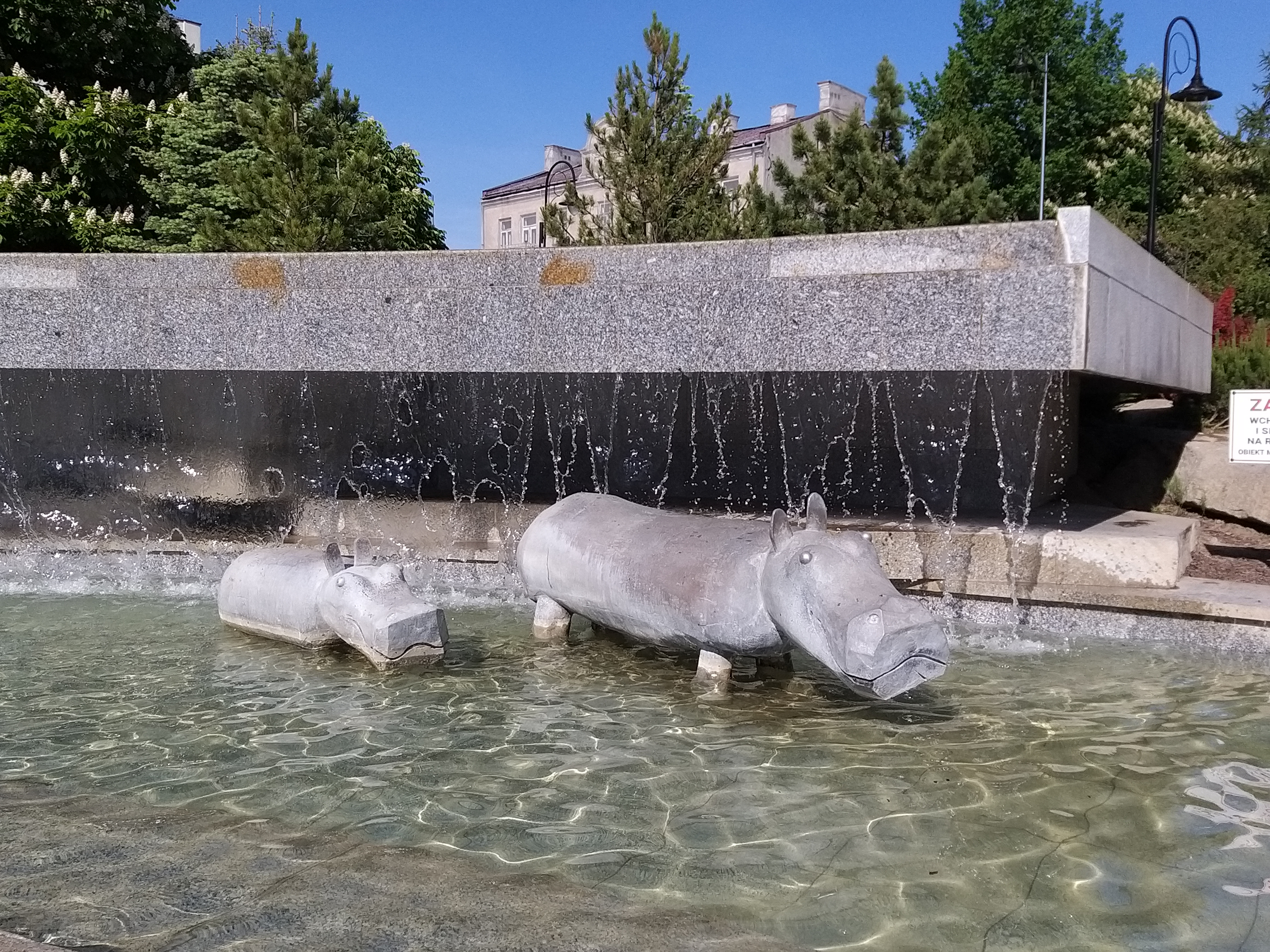
„Hipopotamy” - rzeźba Józefa Wilkonia, Piaseczno, ul. Tadeusza Kościuszki, 8 maja 2024

## Życie prywatne
Syn Piotra i Karoliny. Jego ojciec był urzędnikiem kolejowym, członkiem Delegatury na Kraj okręgu tarnowskiego Rządu Rzeczypospolitej Polskiej na uchodźstwie i współtwórcą lokalnego ruchu oporu w okresie II wojny światowej. Przyrodnim bratem jego babki był polski wynalazca – samouk, Jan Szczepanik (1872–1926). Miał czworo rodzeństwa: Aleksandra (polonistę, profesora i wykładowcę uniwersyteckiego), Stanisława (doktora nauk medycznych, dyrektora i ordynatora oddziału chorób wewnętrznych w Szpitalu im. Stefana Żeromskiego w Nowej Hucie), Jadwigę (po mężu Michalską; profesora nauk przyrodniczych – botaniki), Marię (inżyniera-chemika w Oświęcimiu) i Ludmiłę (po mężu Smęder; ekonomistkę, zastępcę dyrektora Okręgowego Oddziału Narodowego Banku Polskiego w Krakowie). W 1955 poślubił Małgorzatę z domu Jagoszewską (1933–1998; jej pamięci poświęcił w 1998 wystawę Koncert dla Małgosi oraz książkę dla dzieci Pani Drozdowa, opublikowaną w 2023); w 1957 urodził się ich syn Piotr. Szwagier scenarzystki Hanny Kijowicz-Jagoszewskiej (1930–2015).

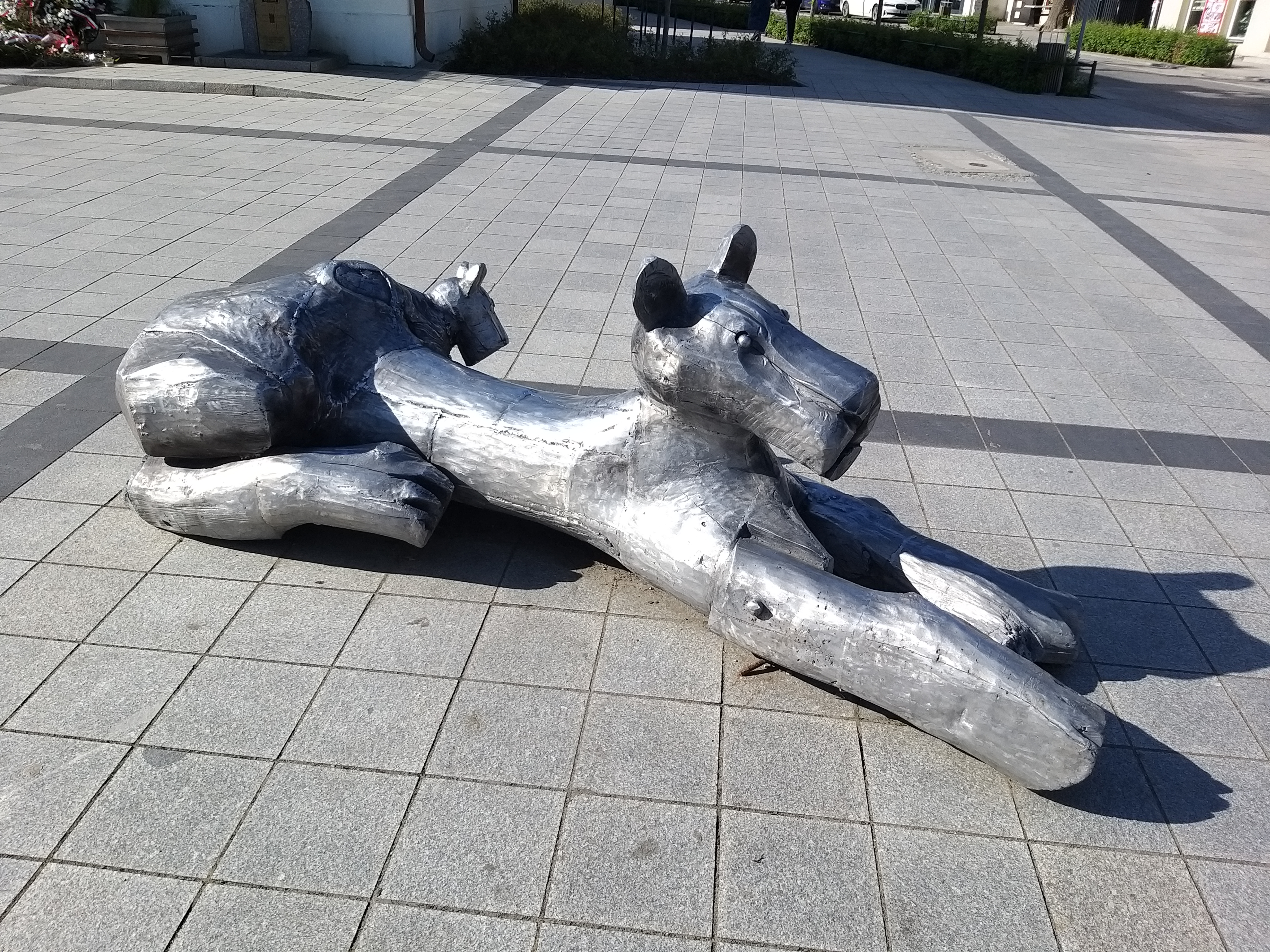
„Lwica z lwiątkiem” - rzeźba Józefa Wilkonia, Piaseczno, ul. Puławska 1, 8 maja 2024

Mieszka w Zalesiu Dolnym, wchodzącym w skład Piaseczna.

## Ważniejsze wystawy indywidualne

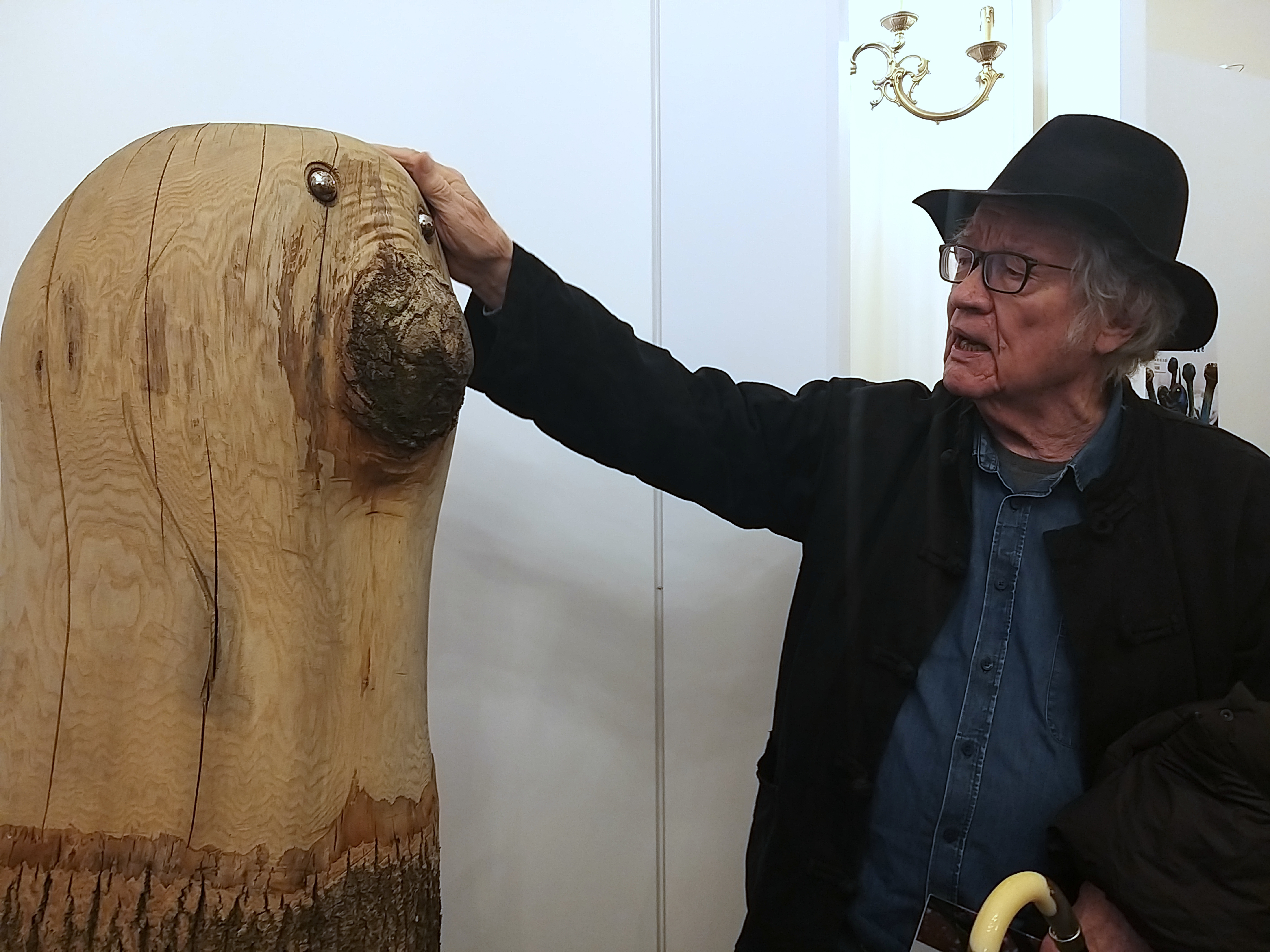
Józef Wilkoń podczas otwarcia wystawy swoich prac w Brwinowie (9 grudnia 2023)

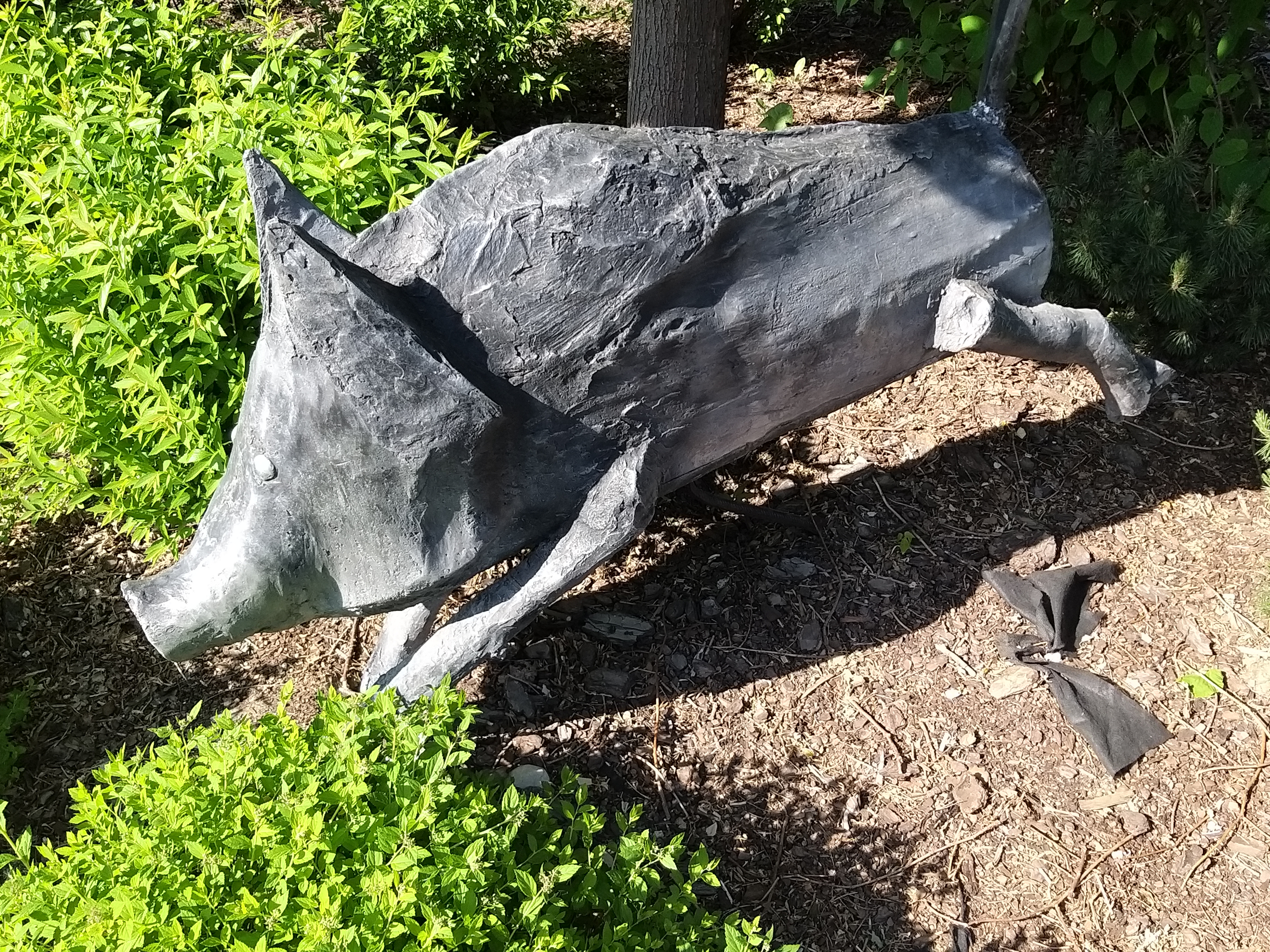
„Dzik w biegu” („Dziczek”) - rzeźba Józefa Wilkonia; Piaseczno, ul. Tadeusza Kościuszki, 8 maja 2024

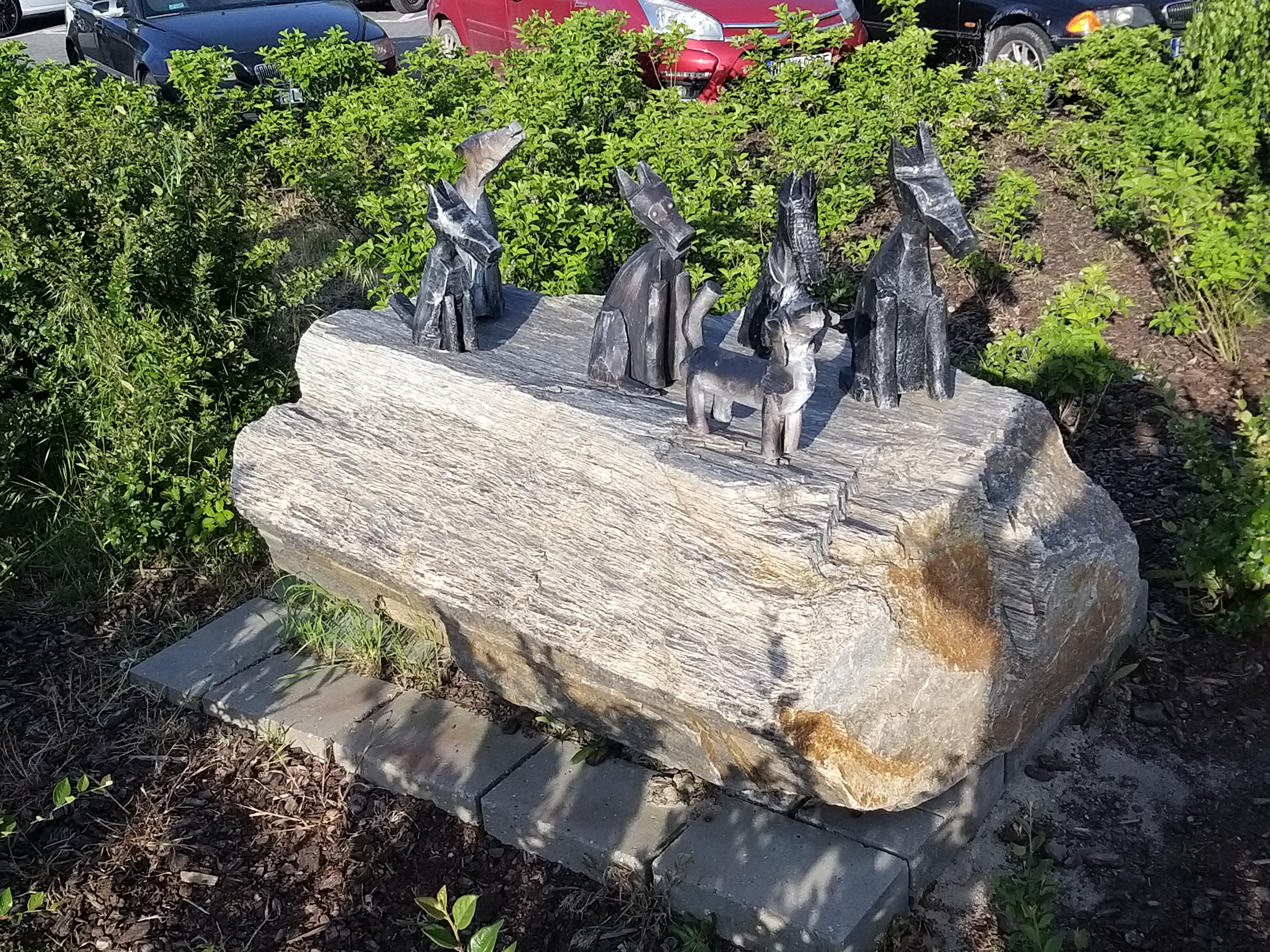
„Małe pieski” - rzeźba Józefa Wilkonia; Piaseczno, ul. Jana Pawła II 55, 8 maja 2024

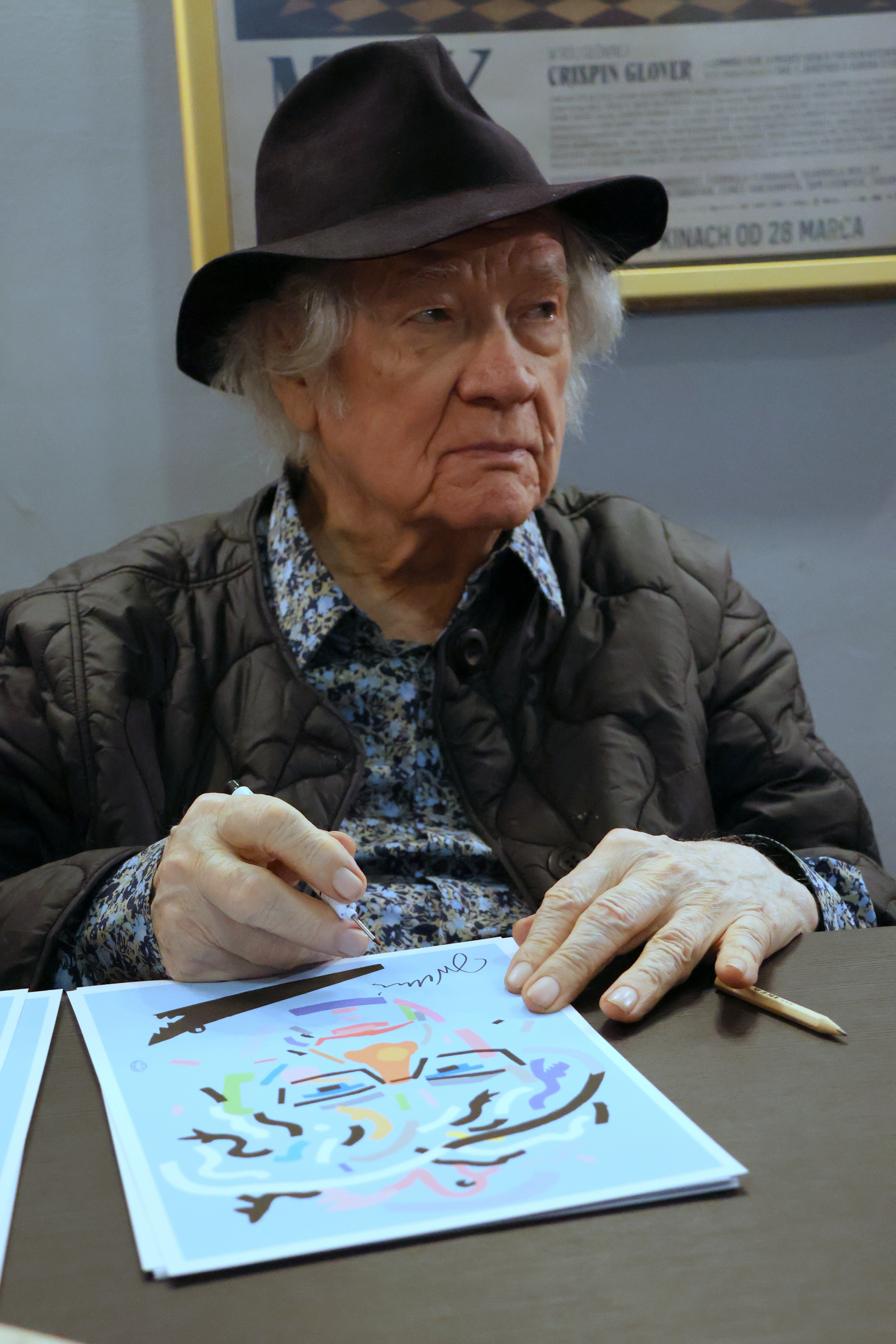
Józef Wilkoń podpisuje swój portret autorstwa Lecha Majewskiego - Warszawa, 19 marca 2025

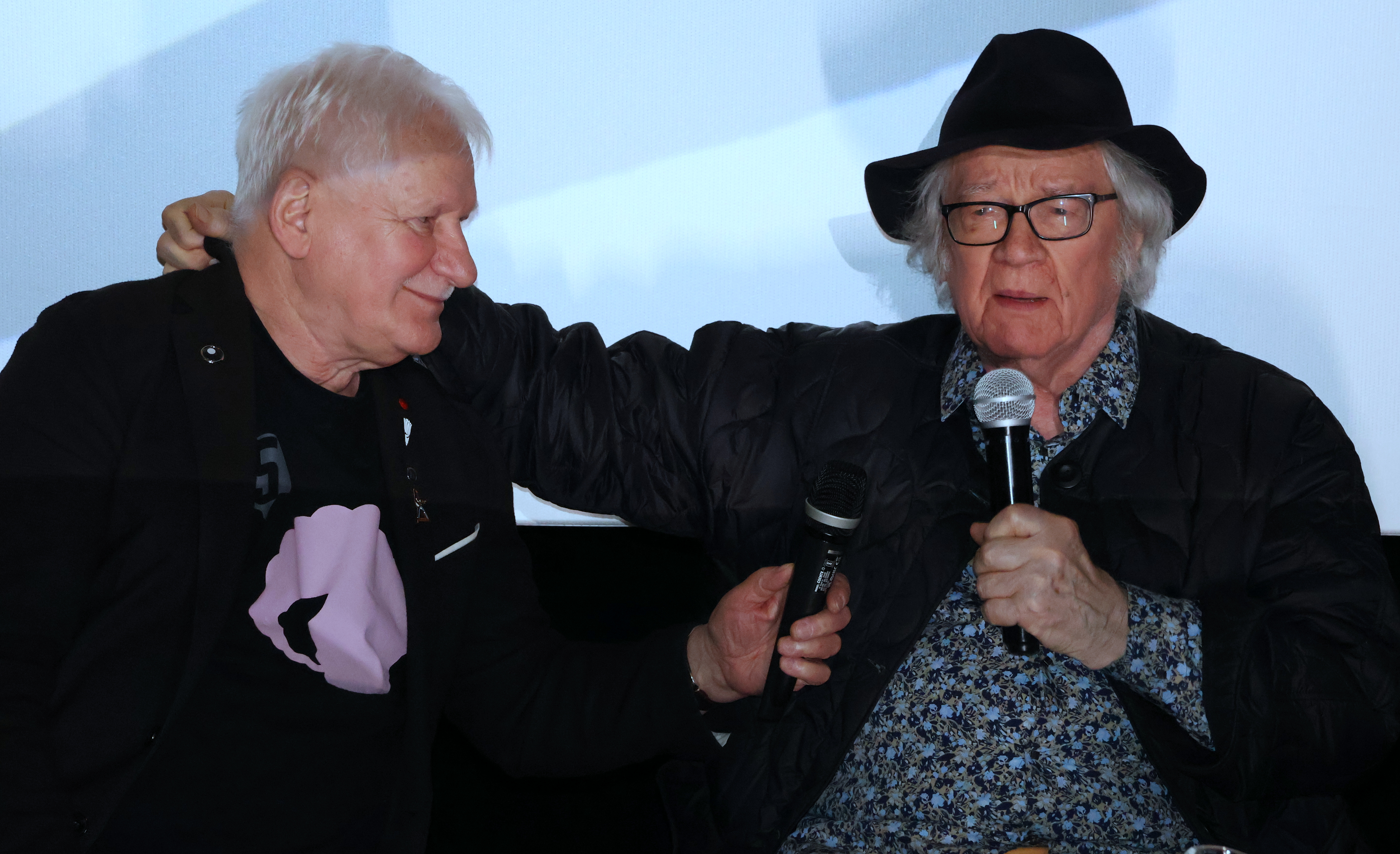
Józef Wilkoń z grafikiem i profesorem ASP w Warszawie Lechem Majewskim - Warszawa, 19 marca 2025

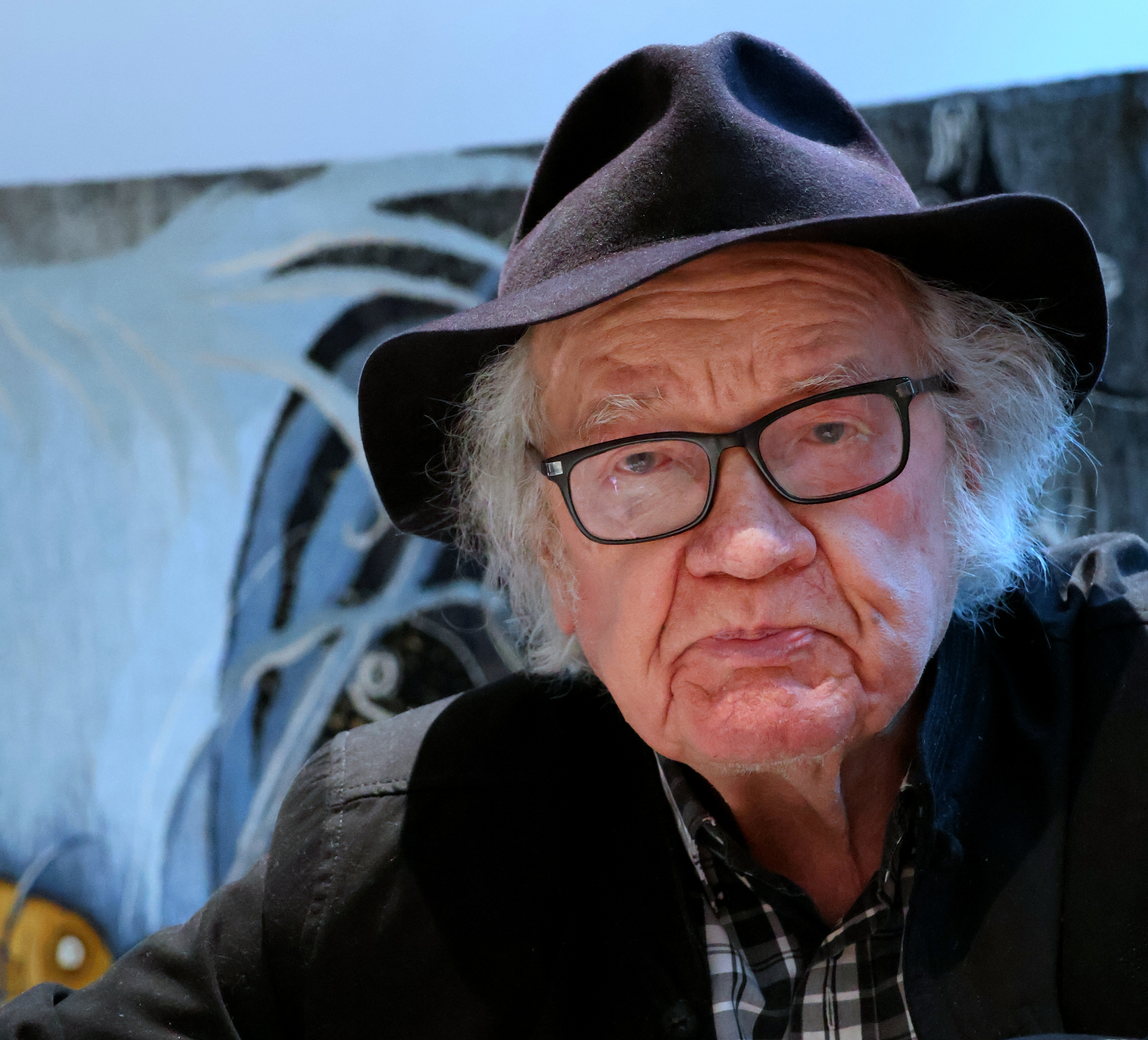
Józef Wilkoń - Warszawa, 3 kwietnia 2025

Źródła: fundacjawilkonia.pl, culture.pl.

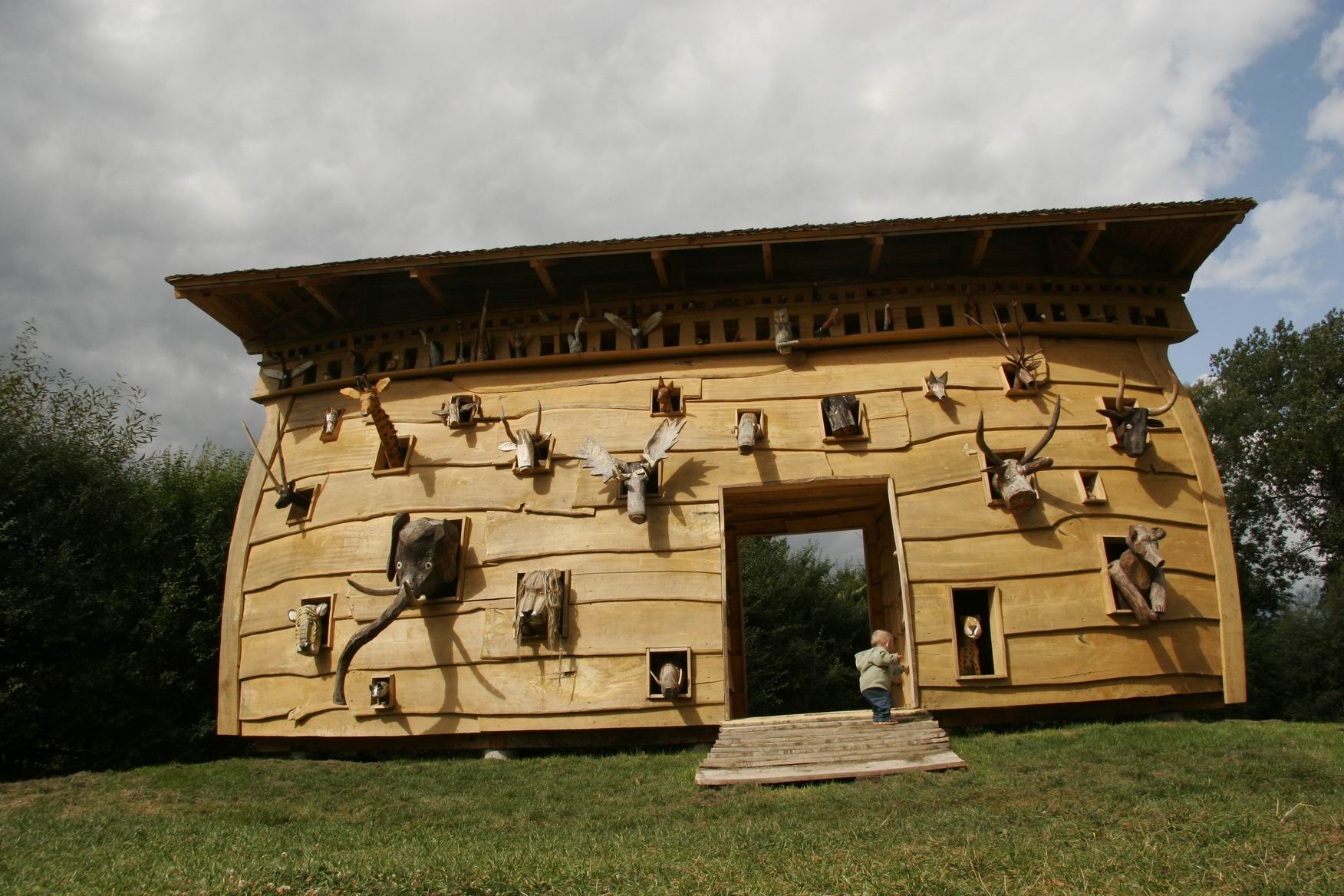
Arka Wilkonia w Radziejowicach (2007)

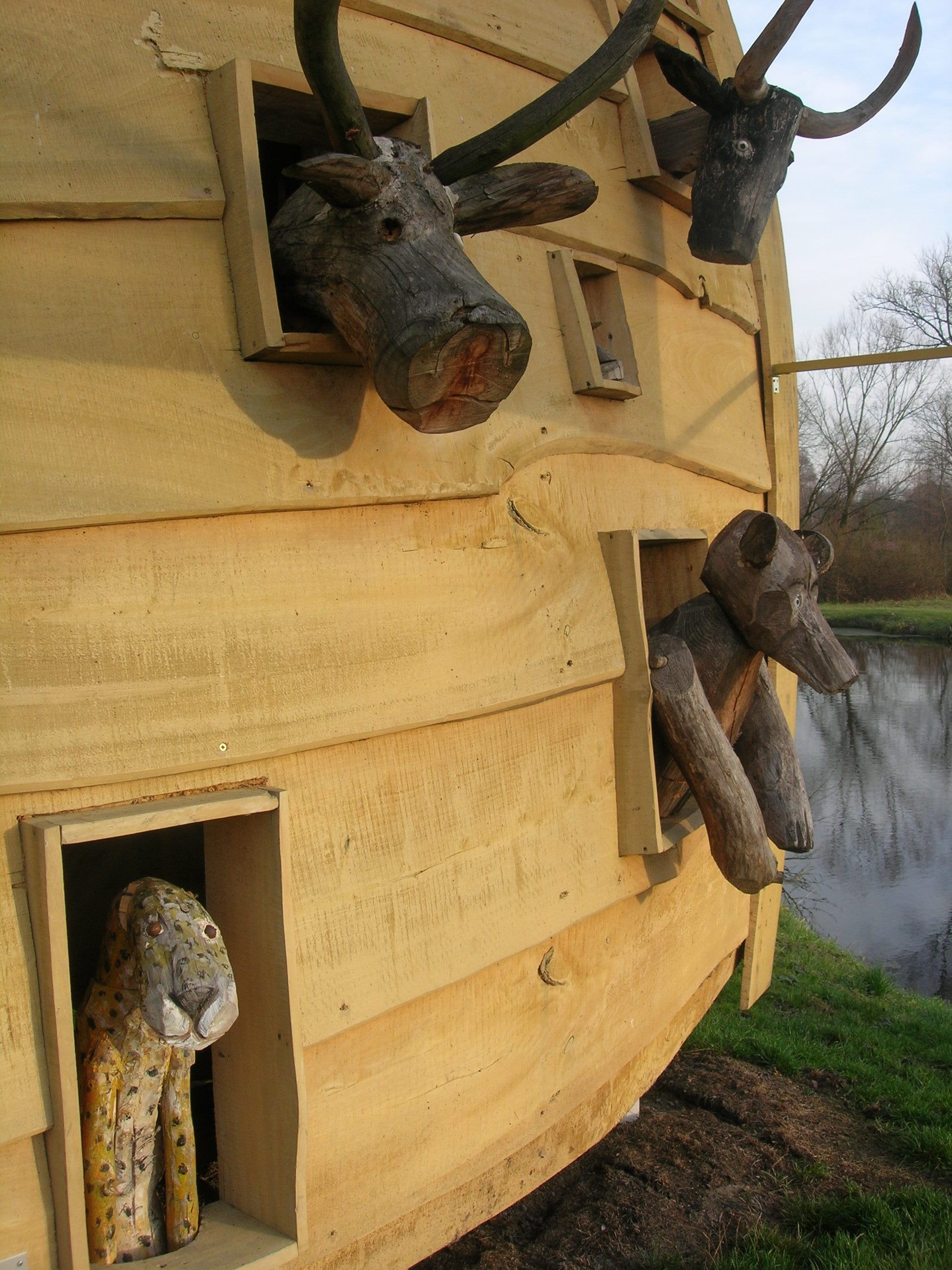
Arka Wilkonia (detal)

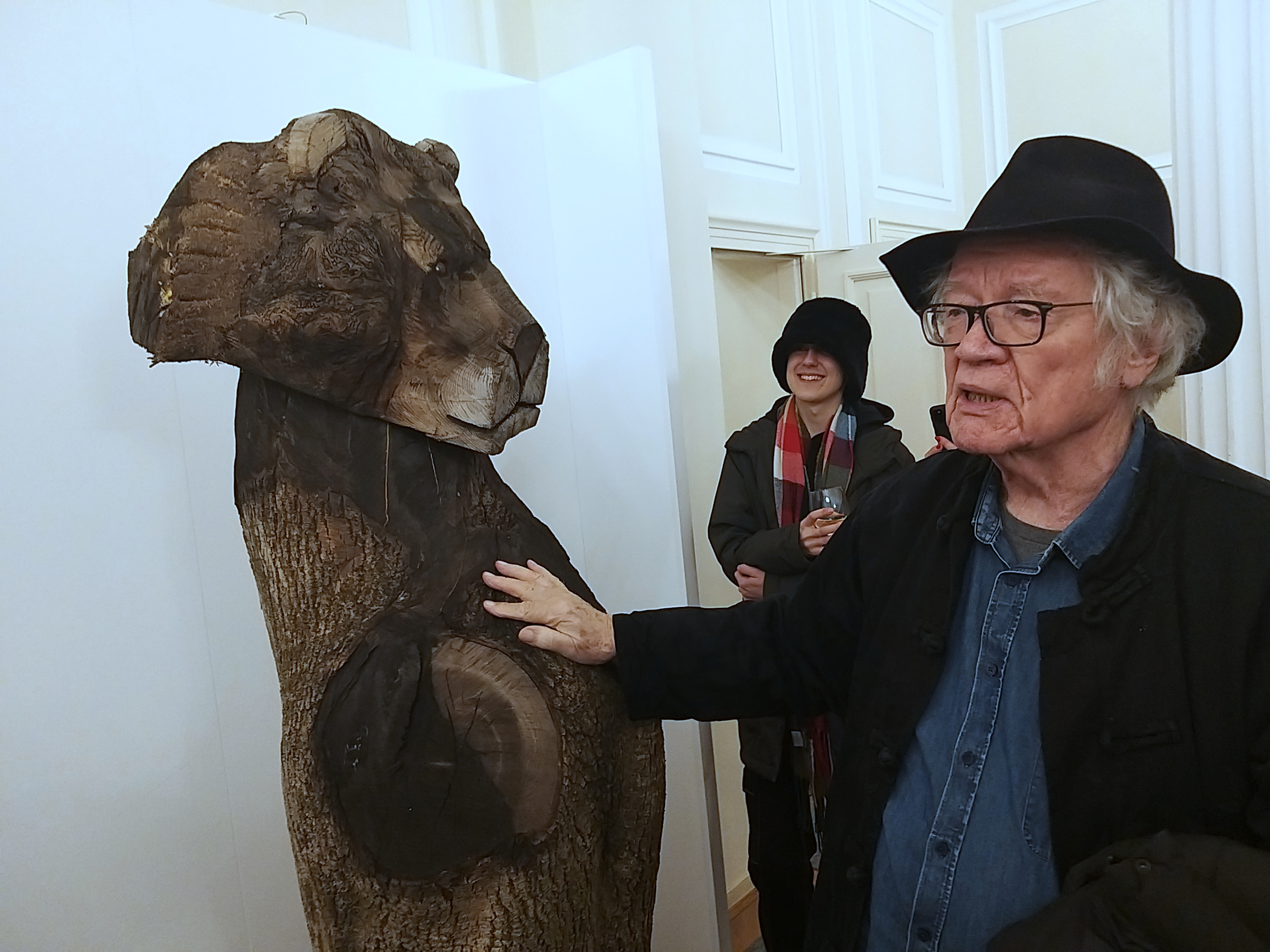
Józef Wilkoń podczas wernisażu wystawy swoich prac pt. Opieńki – Pałac Wierusz-Kowalskich, Brwinów, 9 grudnia 2023

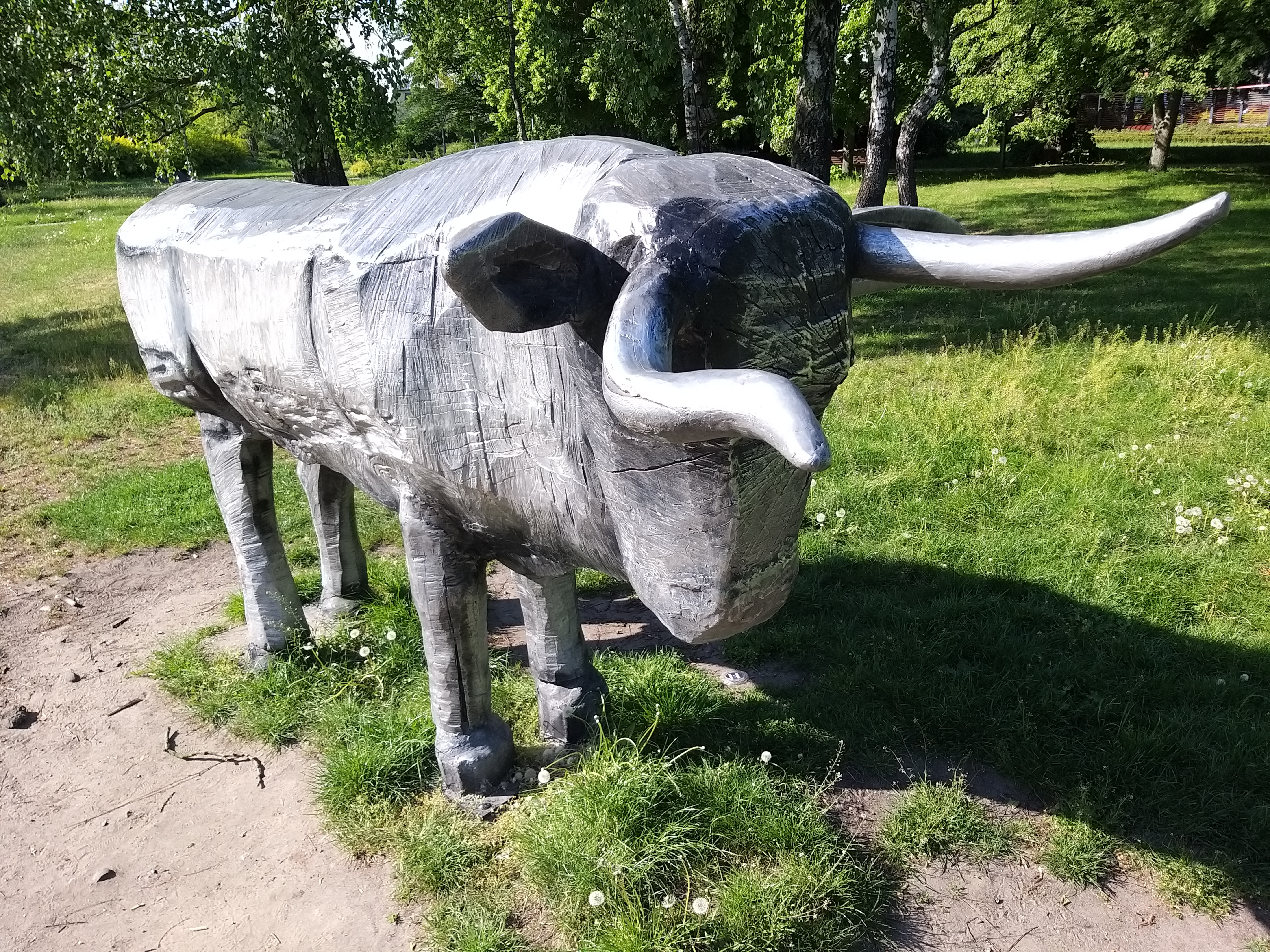
„Tur” - rzeźba Józefa Wilkonia; Park Miejski w Piasecznie, 8 maja 2024

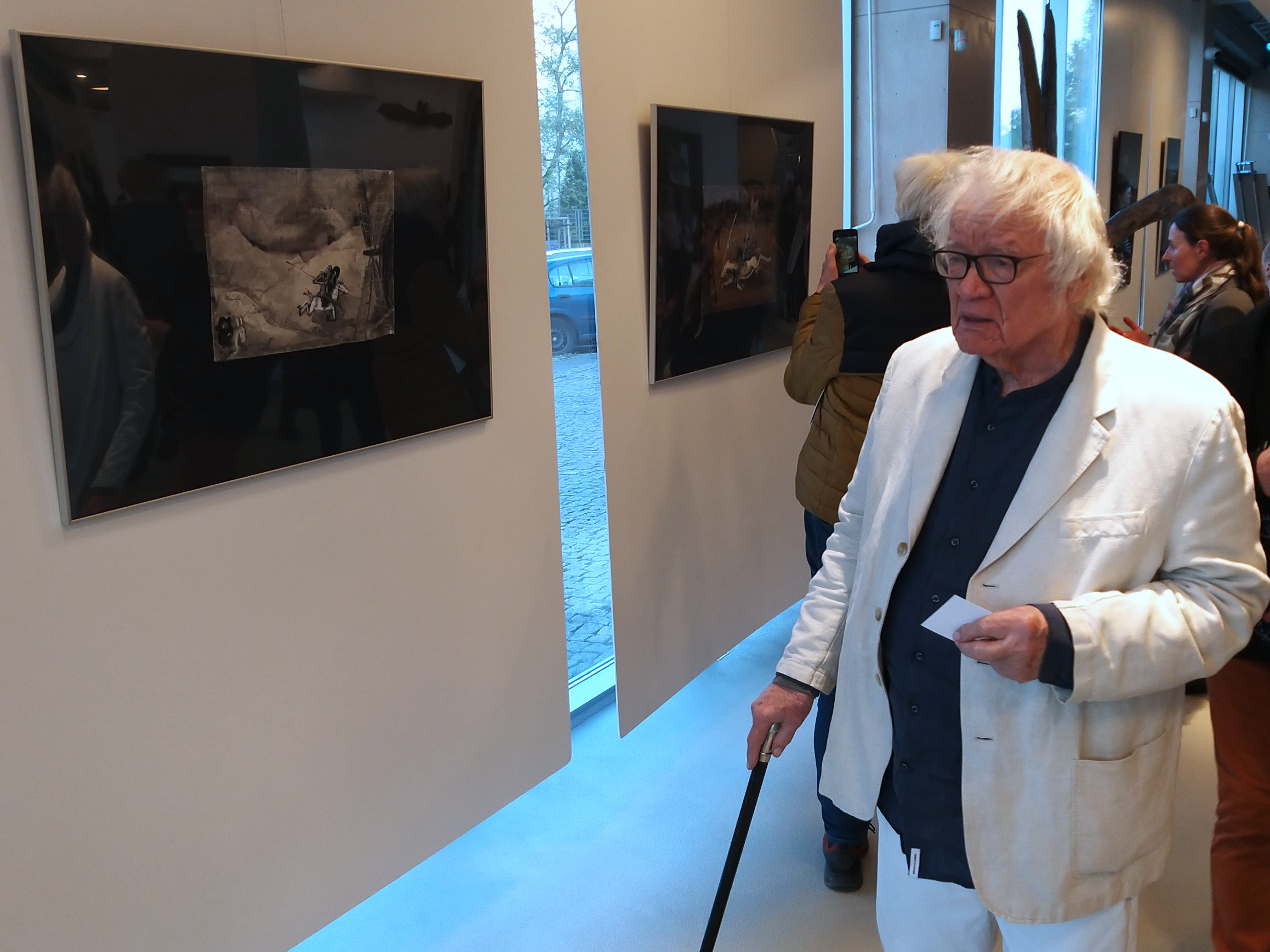
Józef Wilkoń podczas wernisażu wystawy o Don Kichocie; Warszawa, 23 kwietnia 2024

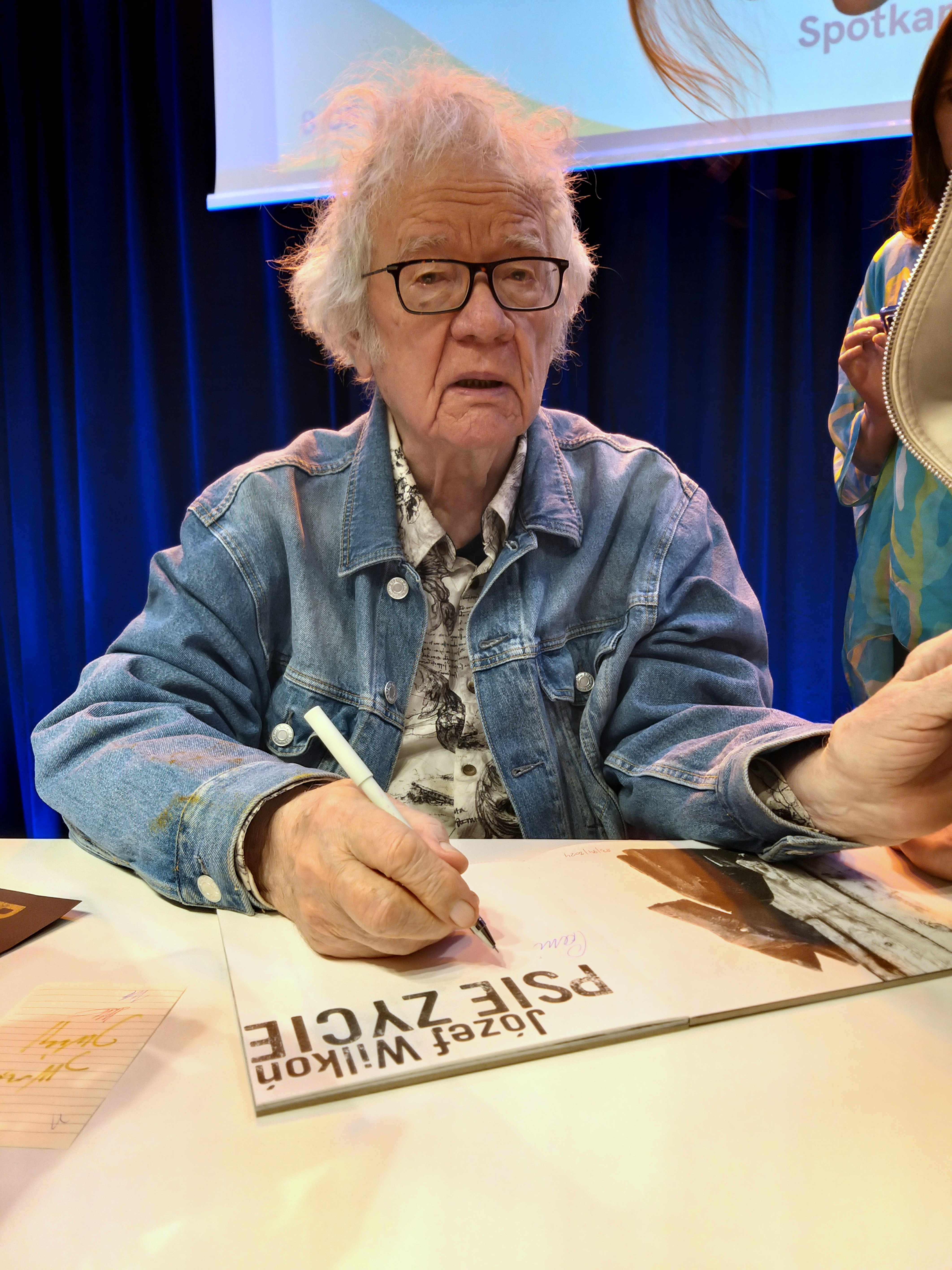
Józef Wilkoń podpisuje książkę Psie życie; Piaseczno, 8 maja 2024

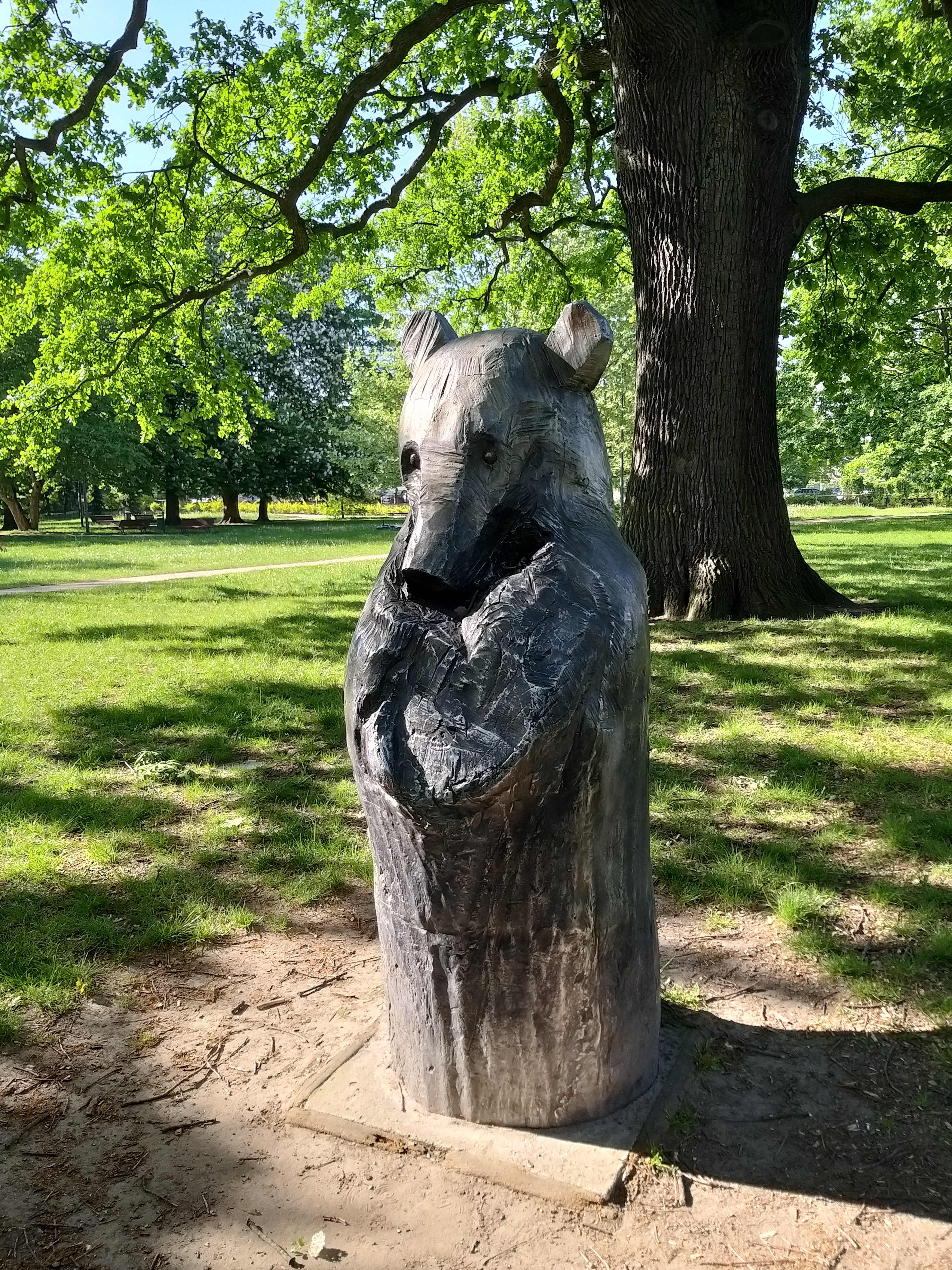
„Niedźwiedź” - rzeźba Józefa Wilkonia; Park Miejski w Piasecznie, 8 maja 2024

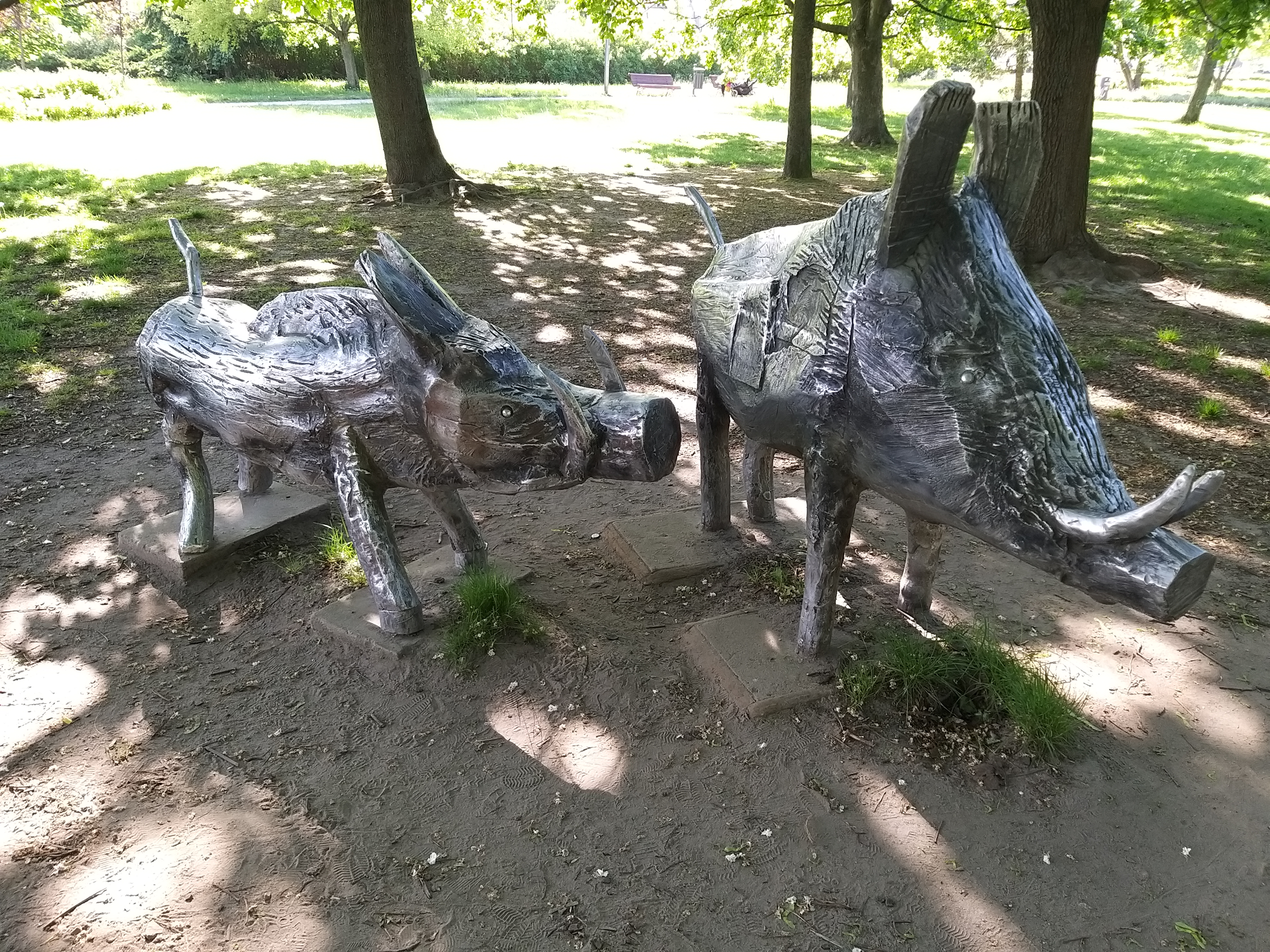
„Dziki” - rzeźba Józefa Wilkonia; Park Miejski w Piasecznie, 8 maja 2024

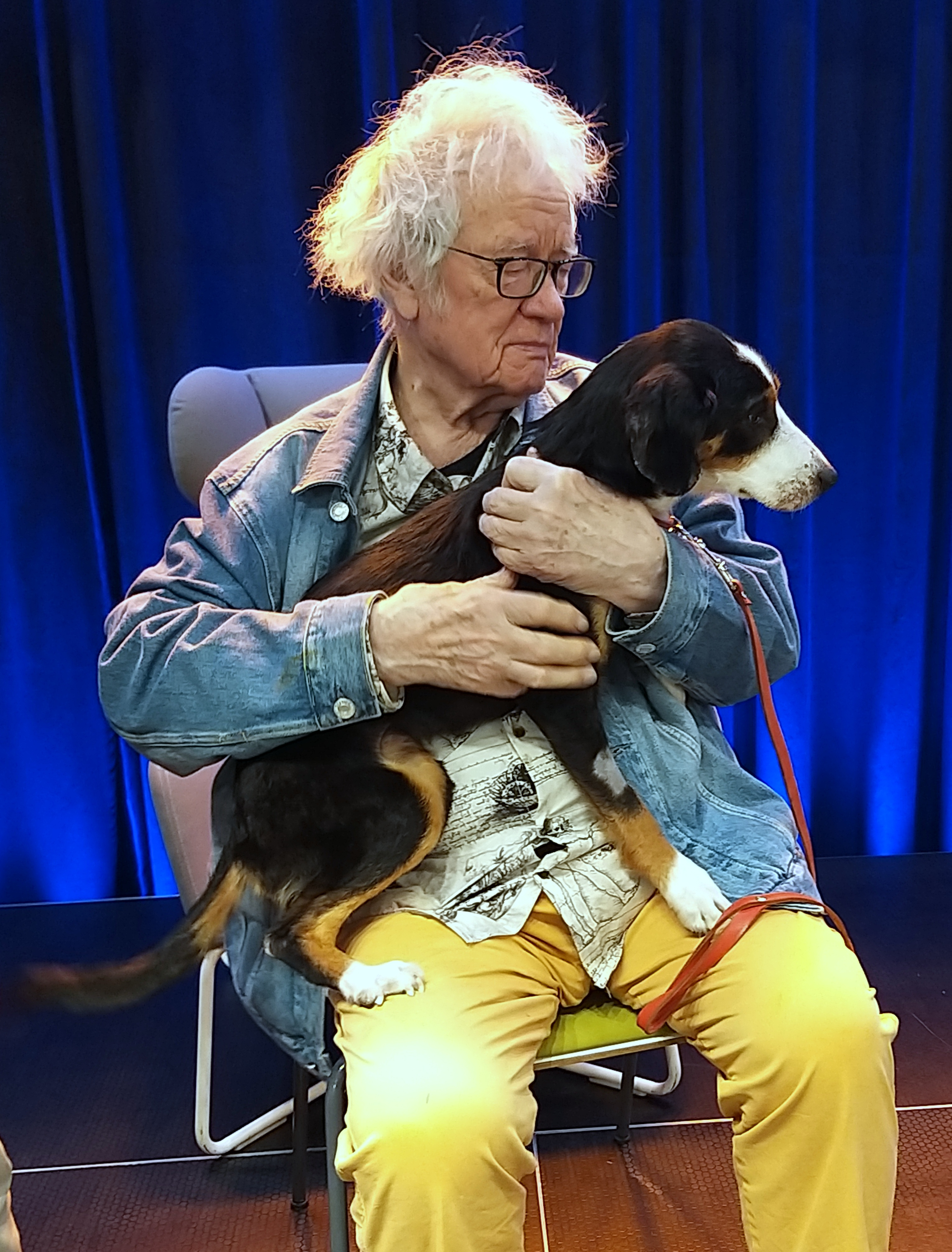
Józef Wilkoń, Piaseczno, 8 maja 2024

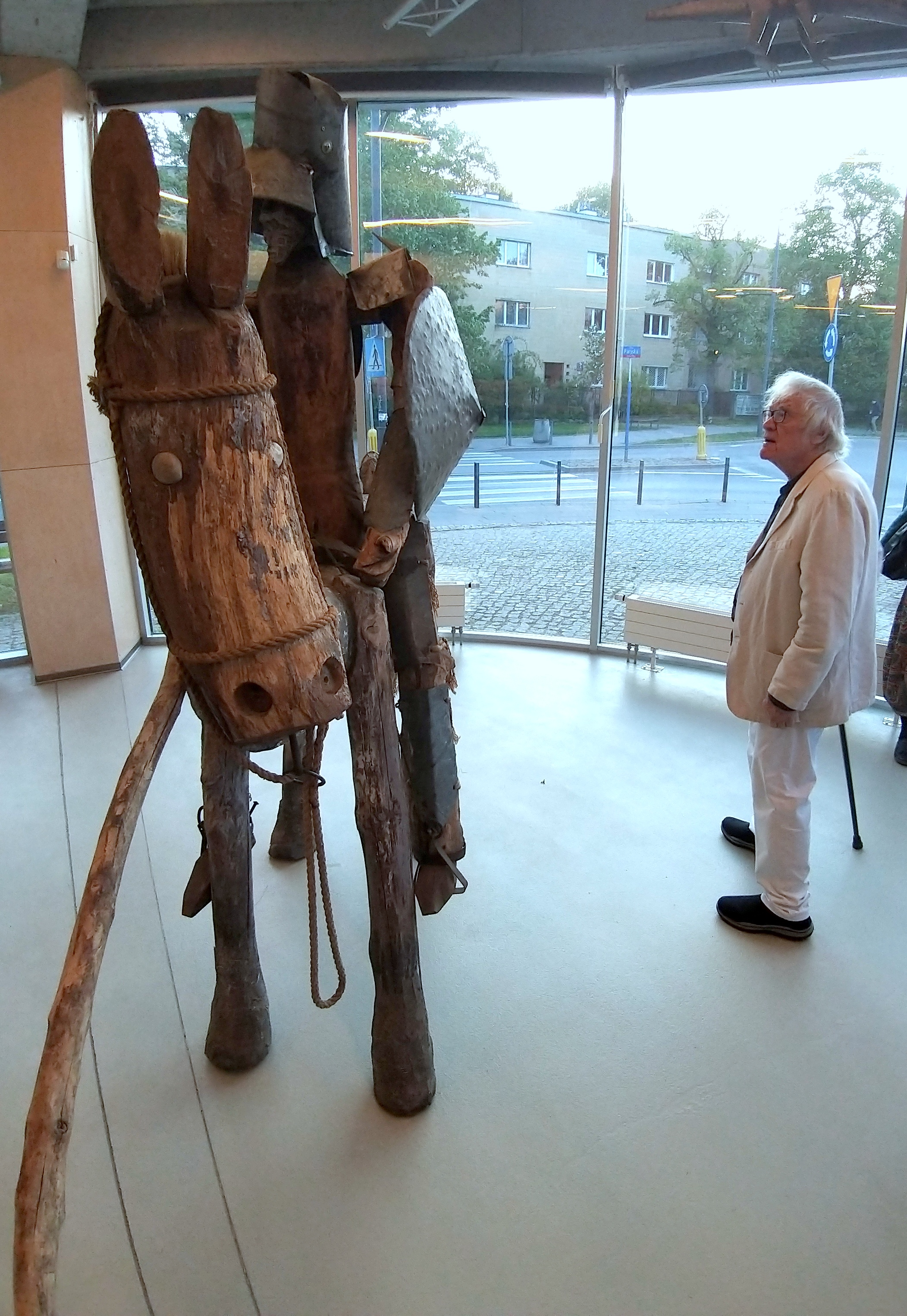
Józef Wilkoń podczas jednej z wystaw poświęconej Don Kichotowi; Warszawa, 23 kwietnia 2023

- 1960: Wystawa malarstwa, grafiki, ilustracji, Warszawa
- 1961: Wystawa malarstwa, grafiki, ilustracji, Wiedeń
- 1968: Wystawa grafiki książkowej, Lublin, Chełm, Toruń
- 1969: Wystawa grafiki książkowej, Manchester
- 1970: Wystawa grafiki i ilustracji, Warszawa
- 1971: Wystawa ilustracji, Berlin
- 1973: Wystawa ilustracji, Kolonia
- 1975: Wystawa grafiki i ilustracji książkowej, Słupsk
- 1976: Wystawa grafiki i ilustracji, Rzeszów, Chicago
- 1979: Wystawa grafiki i ilustracji, Białystok, Kalisz, Toruń
- 1980: Wystawa grafiki i ilustracji książkowej, Katowice
- 1988: Wystawa ilustracji – 30 lat twórczości, Puławy, Warszawa
- 1989: Wystawa ilustracji, Paryż
- 1990: Wystawa ilustracji do „Pana Tadeusza” A. Mickiewicz – studia z lat 1963–1970, Warszawa
- 1991: Wystawa ilustracji, Offenbach
- 1992: Wystawa ilustracji z kolekcji „Bohem Press”, Warszawa
- 1993: Józef Wilkoń – Kinderbuchillustrationen, Aachen
- 1994: Józef Wilkoń – Kinderbuchillustrationen, Bohum, Ludenscheld, Viersen, Augsburg, Dortmund
- 1995: Wystawa „Całokształt twórczości” Olsztyn, Zielona Góra, Bratysława
- 1996: Wilkoń’s Menagrie, Monachium Niemcy
- 1997: 40-lecie twórczości, Warszawa
- 1998: Wystawa „Koncert dla Małgosi”, Kozienice, Kraków
- 2000: Wystawa ilustracji w Japonii, Toyama, Aki, Bunsen
- 2002: Wystawa „Zwierzyniec”, Książnica Pomorska, Szczecin
- 2004: Wystawa twórczości Józefa Wilkonia, Macerata, Włochy
- 2005:

Wystawa ilustracji, Belluno, Włochy
Wystawa, Tokio Japonia
Wystawa, „Ryby i konie – maly pokaz”, Galeria Schody, Warszawa
Wystawa „Obraz i Słowo” Wilno Litwa
Warsztaty książki w Tajpej, Tajwan
- 2006:

Wystawa „W Soplicowie..., w Wilanowie”, Galeria SD Wilanów, Warszawa
Wystawa Wilkoniowe Bestiarium, Olsztyn
Wystawa w Urawa Art. Muzeum w Tokio
Wystawa „Arka Wilkonia”, Zachęta Warszawa
- 2007:

Wystawa „Dziewięć bestii i anioł”, Rzym Włochy
Wystawa „Spotkania ze sztuką”, Radziejowice
- 2008:

Wystawa „Świat Wilkonia”, Bielsko-Biała
Wystawa „Wilkoniada”, Warszawa
Wystawa „Arka Wilkonia”, Białystok
- 2009:

Wystawa „Blus Nosorożca”, Łódź
Wystawa w Bibliotece Młodzieżowej w Monachium
Wystawa ilustracji i rzeźby, Ostrowiec Świętokrzyski
Wystawa „Wilkoń”, Rzeszów
Wystawa „Kici Kici miau”, Gdynia
Wystawa „Bestiarium”, Częstochowa”
Wystawa „Wilkoń na Bielanach”, Warszawa
Wystawa „Świat Wilkonia”, Skierniewice
Wystawa zbiorowa „Syrena dla Warszawy”
IV Bałtyckie spotkania ilustratorów Józef Wilkoń, Gdańsk
Wystawa zbiorowa „Doktor Dolittle i inni. Polscy mistrzowie ilustracji dziecięcej”, Warszawa
- 2010:

Wystawa towarzysząca IX Targom Książki Dla Dzieci I Młodzieży, Poznań
Wystawa „Józef Wilkoń i jego zwierzęta”, Galeria 31 MBP, Lublin
Wystawa „Józef Wilkoń AUTOWIDOKI”, Biuro Wystaw Artystycznych Skierniewice
Wystawa „Józef Wilkoń”, PKiN Targi Książki, Warszawa
Wystawa „Józef Wilkoń – rzeźba, malarstwo, rysunek”, Galeria Sztuki im. Jana Tarasina w Kaliszu
Wystawa prac Józefa Wilkonia, Dom Kultury Zacisze
- 2011:

Wystawa „Ilustracje i obiekty przestrzenne”, Miejska Galeria sztuki w Chorzowie
Wystawa „Wilkołaki Mistrza Wilkonia”, Teatr Baj w Warszawie
Wystawa „Ryby, ptaki, ssaki i inne Wilkołaki”, Muzeum Ziemi Lubuskiej w Zielonej Górze
Wystawa rzeźb i ilustracji Józefa Wilkonia, Zagrodowa Osada Uściąż
Wystawa „Techniki wodne”, Galeria Schody, Warszawa
Wystawa „Wilkoń wreszcie w naszym mieście”, Piaseczno
Wystawa „Józef Wilkoń”, Podkowa Leśna
Wystawa „Don Kichot. Wyprawa do Płocka”, Płocka Galeria Sztuki
Wystawa „Józef Wilkoń – malarstwo, ilustracja, rzeźba przestrzenna”, Miejska Biblioteka Publiczna, Łańcut
- 2012:

Wystawa „Don Kichot Józefa Wilkonia ... Wyprawa do Bełchatowa”, Muzeum Regionalne w Bełchatowie
- 2013:

Wystawa „Pegaz – Logo Centrum Kultury w Piasecznie, projekt Józefa Wilkonia” Szkice i studia projektu
Wystawa „Ptaki, ryby, ssaki i inne wilkołaki”, Muzeum Grudziądz
Wystawa „Wilkonie”, Dom Artysty Plastyka, Warszawa
Wystawa „Ryby Saki Wilkołaki”, Muzeum Narodowe Przemyśl
Wystawa „Wilkoń powrót do Tarnowa”, BWA Tarnów
Wystawa „Arka Wilkonia”, Ostróda
Wystawa na 11. Warszawskich Targach Sztuki, Arkady Kubickiego, Zamek Królewski
- 2014:

Wystawa „Ryby, ptaki, ssaki i inne wilkołaki”, Rondo Sztuki, ASP, Katowice;
Wystawa „Der Wunderbare Welt des Józef Wilkoń”, Kunshaus Museen Stade, Niemcy;
Wystawa rzeźby w Muzeum Pułaskiego w Warce;
Wystawa „Zmysły sztuki”, Pałac Królewski w Wilanowie
- 2015:

Wystawa „Wilkoniada”, Centrum Olimpijskie, Warszawa
- 2016:

Wystawa „Józef Wilkoń – rzeźby i prace na papierze”, Galeria Współczesnej Sztuki Sakralnej „Dom Praczki”, Kielce
Wystawa „Don Kichote według Józefa Wilkonia”, Dom Słów – Izba Drukarstwa, Lublin
Wystawa „Imaginarium Józefa Wilkonia”, Dom Kultury, Wieliczka
- 2017:

Wystawa „Józef Wilkoń. Don Kichot”, Galeria Opera – Teatr Wielki Opera Narodowa, Warszawa
- 2018:

Wystawa „Józef Wilkoń. Ręczna robota” z cyklu: „Mistrzowie Ilustracji” w Muzeum Karykatury, ul. Kozia, Warszawa
Wystawa „Wilkoń i MY”, Galeria KOBRO, Akademia Sztuk Pięknych, Łódź
Wystawa „Fantastyczny świat Józefa Wilkonia”, BWA Browar, Centrum Kultury „Browar B.”, Włocławek
- 2019:

Wystawa „Akt w malarstwie Józefa Wilkonia”, Dom Pracy Twórczej, Radziejowice
Wystawa „Józef Wilkoń. Wystawa ilustracji dla dzieci”, Galeria Sztuki Na Prostej, Jabłonna
Wystawa „Don Kichote Józefa Wilkonia. Podróż do Skierniewic”, Biuro Wystaw Artystycznych, Skierniewice
Wystawa „Sztuka Józefa Wilkonia w Japonii”, Galeria APS, Warszawa
Wystawa „Józef Wilkoń w Japonii”, Ogród botaniczny, Powsin
Wystawa „Pan Tadeusz w ilustracji Józefa Wilkonia”, Zamek w Dzikowie, Tarnobrzeg
Wystawa „Kolędowanie z Józefem Wilkoniem”, Służewski Dom Kultury, Warszawa
- 2021:

Wystawa „Zwierzyniec królewski. Wilkoń na Wawelu”, Zamek Królewski na Wawelu, Kraków
Wystawa ilustracji Józefa Wilkonia do „Pana Tadeusza”, Muzeum Pana Tadeusza – Oddział Zakładu Narodowego im. Ossolińskich, Wrocław
- 2023:

Wystawa „Józef Wilkoń. Malarstwo, rzeźba, ilustracja”, Prom Kultury Saska Kępa, Warszawa
Wystawa „Święta z Józefem Wilkoniem” w Ursynowskim Centrum Kultury „Alternatywy”, Warszawa
Wystawa „Ptaki”, Zachęta Narodowa Galeria Sztuki, Warszawa
Wystawa „Opieńki”, Gminny Ośrodek Kultury OKej, Brwinów
Wystawa „Do książek! Jan Marcin Szancer, Józef Wilkoń, Anna Salamon, Joanna Bartosik, Paulina Tarczewska”, Muzeum Okręgowe w Koninie
- 2024:

Wystawa: „Niedźwiedź w Radziejowicach”, Nowy Dom Sztuki, Pałac w Radziejowicach, Radziejowice
Wystawa „Józef Wilkoń na urodziny”, Galeria Grafiki i Plakatu, Warszawa
Wystawa „Białe złoto. Józef Wilkoń”, Żywe Muzeum Porcelany, Ćmielów
Wystawa „Tabuny i Pawie Józefa Wilkonia”, Oranżeria, Pałac w Jabłonnie, Jabłonna
Wystawa „Józef Wilkoń. Don Kichot”, PROM Kultury Saska Kępa, Warszawa
- 2025:

Wystawa jubileuszowa, Pałac w Radziejowicach, Radziejowice
Wystawa „Dwoje Przyjaciół”, Biblioteka Publiczna m. st. Warszawy przy ulicy Koszykowej 26/28

## Książki autorskie
(Ilustracje; tekst własny albo współautorstwo syna, Piotra Wilkonia lub, sporadycznie, innych autorów):
- Józef Wilkoń, Rudolf Otto Wiemer, Warum der Bär sich wecken ließ? Eine Weihnachtsgeschichte (w języku niemieckim; Patmos, Düsseldorf 1985, ISBN 3-491-79253-3; wydanie w języku polskim jako Kto obudził niedźwiedzia: Wydawnictwo Tatarak, Warszawa 2024, ISBN 978-83-66749-64-1);
- Józef Wilkoń, Hermann Moers, Lullaby for a Newborn King (w języku angielskim; North-South Books [Nord-Sud Verlag AG] 1991, ISBN 1-55858-123-5);
- Józef Wilkoń, Piotr Wilkoń, Die Arche Noach (w języku niemieckim; NordSüd Verlag AG, Zurich 1992; wydanie w języku polskim jako Arka Noego: tłumaczenie Anna Urban, Media Rodzina, Poznań 2022, ISBN 978-83-8265-031-0);
- Józef Wilkoń, Paz Rodero, Zwei Freunde (w języku niemieckim; Bohem Press, Zürich 1995; wydanie w języku polskim jako Dwoje przyjaciół: Wydawnictwo Tatarak, Warszawa 2025, ISBN 978-83-66749-66-5);
- Józef Wilkoń, C'è cavallo e cavallo (w języku włoskim; Edizioni Arka 1997, ISBN 88-8072-056-2);
- Józef Wilkoń, Piotr Wilkoń, Oro per re Otakar (w języku włoskim; Edizioni Arka 1997, ISBN 88-8072-059-7);
- Józef Wilkoń, Hermann Moers, Seinù il leoncino (w języku włoskim; Nord Sud Edizioni 1998 ISBN 88-8203-025-3);
- Piotr Wilkoń, Józef Wilkoń, La gatita Rosalinda(w języku hiszpańskim; Faktoría K de Libros 2000, ISBN 84-934713-5-6; wydanie w języku polskim jako Ruda: Wydawnictwo Tatarak, Warszawa 2022, ISBN 978-83-66749-25-2);
- Józef Wilkoń, Piotr Wilkoń, Piccolo grande orso (w języku włoskim; Jaca Book 2000, ISBN 978-88-16-57174-7);
- Józef Wilkoń, La casetta sul faggio (Bohem Press Italia 2002, ISBN 88-88148-31-0; wydanie w języku polskim jako Pani Drozdowa; na stronie przedtytułowej dedykacja: „Pamięci mojej Żony”; Wydawnictwo Tatarak, Warszawa 2023, ISBN 978-83-66749-48-1);
- Józef Wilkoń, Antonie Schneider, Il merlo e il pappagallo (w języku włoskim; Bohem Press Italia 2004, ISBN 88-88148-57-4);
- Józef Wilkoń, Perché il topo risvegliò l’orso (w języku włoskim; Jaca Book 2005, ISBN 978-88-16-57265-2.
- Józef Wilkoń, Psie życie (Wydawnictwo Hokus-Pokus, Warszawa 2011, ISBN 978-83-60402-57-3; edycja urodzinowa, limitowana i numerowana w 94 egzemplarzach: Wydawnictwo Hokus-Pokus, Warszawa 2024, ISBN 978-83-60402-87-0);
- Józef Wilkoń, Kici, kici, miau. Little kitty miaow, miaow (Wydawnictwo Hokus-Pokus, Warszawa 2014, ISBN 978-83-60402-63-4);
- Józef Wilkoń, Skarb Ali Baby (Spółdzielnia Wydawnicza „Czytelnik”, Warszawa 2014, ISBN 978-83-07-03348-8);
- Józef Wilkoń, Max Bolliger, Leo, Meo o Teo? (w języku włoskim; Edizioni Arka 2014, ISBN 978-88-8072-095-9);
- Józef Wilkoń, Zbuntowany Elektron (Wydawnictwo Hokus-Pokus, Warszawa 2015, ISBN 978-83-60402-68-9);
- Józef Wilkoń, Wróble na kuble (Wydawnictwo Hokus-Pokus, Warszawa 2018, ISBN 978-83-60402-70-2);
- Józef Wilkoń, Ach te baby (Media Rodzina, Poznań 2019, ISBN 978-83-8008-688-3);
- Piotr Wilkoń, Leopantera. Una storia d’amore (w języku włoskim; San Paolo Edizioni 1993, ISBN ISBN 88-215-2666-6; jako: Una semplice storia d’amore: Motta Junior 2008, ISBN 88-8279-068-1; wydanie w języku polskim jako Leopantera. Historia pewnej miłości: Media Rodzina, Poznań 2020, ISBN 978-83-8008-877-1);
- Piotr Wilkoń i Józef Wilkoń, Kocie ścieżki (Wydawnictwo Tatarak, Warszawa 2021, ISBN 978-83-66749-19-1).

## Ilustracje w książkach innych autorów (wybór)
Źródło: Biblioteka Narodowa.
- Eno Raud, Hipek i Filipek (Państwowe Wydawnictwo Literatury Dziecięcej „Nasza Księgarnia”, Warszawa 1956, 1957);
- Julian Kawalec, Ścieżki wśród ulic (Państwowe Wydawnictwo Literatury Dziecięcej „Nasza Księgarnia”, Warszawa 1957);
- Jadwiga Korczakowska, Bułeczka (Państwowe Wydawnictwo Literatury Dziecięcej „Nasza Księgarnia”, Warszawa 1957);
- Tadeusz Kwiatkowski, Załoga „Dziewięciu serc” (Państwowe Wydawnictwo Literatury Dziecięcej „Nasza Księgarnia”, Warszawa 1957);
- Anatol Stern, Zaczarowana grządka (Państwowe Wydawnictwo Literatury Dziecięcej „Nasza Księgarnia”, Warszawa 1957);
- Helena Bechlerowa, O kotku, który szukał czarnego mleka (Państwowe Wydawnictwo Literatury Dziecięcej „Nasza Księgarnia”, Warszawa 1959);
- Marjorie Kinnan-Rawlings, Roczniak (tłum. Adam Galis; Państwowe Wydawnictwo Literatury Dziecięcej „Nasza Księgarnia”, Warszawa 1959);
- Psie historie (opowiadania; wyboru dokonał Józef Litwin; Państwowe Wydawnictwo Literatury Dziecięcej „Nasza Księgarnia”, Warszawa 1959);
- Trudny siew (Wybór prac nadesłanych na konkurs literacki zorganizowany w r. 1959 przez Zarząd Główny Związku Nauczycielstwa Polskiego i Wydawnictwo „Nasza Księgarnia” pod hasłem „Piękno i trud nauczycielskiej pracy”; Państwowe Wydawnictwo Literatury Dziecięcej „Nasza Księgarnia”, Warszawa 1959);
- Frigyes Karinthy, Panie profesorze... (tłum. Ella Maria Sperlingowa; posłowie Endre Illés; Instytut Wydawniczy „Nasza Księgarnia”, Warszawa 1959);
- Czarodziejski płaszcz (według wątków szwedzkich oprac. Margaret Sperry; tłum. Ludwika Woźnicka; Instytut Wydawniczy „Nasza Księgarnia”, Warszawa 1961);
- Helena Bechlerowa, Chodź żabko do walczyka (Biuro Wydawnicze „Ruch”, Warszawa 1960);
- Mieczysława Buczkówna, Skowronki (Biuro Wydawnicze „Ruch”, Warszawa 1960);
- Gustaw Morcinek,  Siedem zegarków kopidoła Joachima Rybki (Państwowe Wydawnictwo „Iskry”, Warszawa 1960);
- Anna Przemyska, Balonik i słońce (Biuro Wydawnicze „Ruch”, Warszawa 1960);
- Stefania Szuchowa, Księżycowe piosenki (Biuro Wydawnicze „Ruch”, Warszawa 1960);
- Halina Filipczuk, Są takie dzieci  (posłowie Irena Chmieleńska; Państwowe Zakłady Wydawnictw Szkolnych, Warszawa 1961);
- Teodor Goździkiewicz, Kniejówka (Ludowa Spółdzielnia Wydawnicza, Warszawa 1961, 1978);
- Julia Hartwig, Artur Międzyrzecki, Pierwsze przygody Poziomki (Instytut Wydawniczy „Nasza Księgarnia”, Warszawa 1961);
- Tadeusz Kubiak, Pawie wiersze (Instytut Wydawniczy „Nasza Księgarnia”, Warszawa 1961)
- Joanna Kulmowa, Co piszczy w trawie (Instytut Wydawniczy „Nasza Księgarnia”, Warszawa 1961);
- Rainer Maria Rilke, Sonety do Orfeusza pomyślane jako epitafium dla Wery Ouckama Knopp (przełożył i wstępem poprzedził Mieczysław Jastrun; Wydawnictwo Literackie, Kraków 1961);
- Leopold Staff, Szum drzew (wybór wierszy Hanna Kostyrko; Instytut Wydawniczy „Nasza Księgarnia”, Warszawa 1961);
- Wiktor Woroszylski, Dużo śmiechu trochę smutku to historia o mamutku (Spółdzielnia Wydawnicza „Czytelnik”, Warszawa 1961; wydanie francuskie: Petit mammouth, Éd. MeMo, Nantes 2008, ISBN 978-2-35289-017-1);
- Za szkolną bramą. Fragmenty literackie wybrane i opracowane przez Halinę Kowalewską i Seweryna Maciszewskiego (Państwowe Zakłady Wydawnictw Szkolnych, Warszawa 1962);
- Edmund de Amicis, Od Apeninów do Andów (fragment książki Serce; tłum. Maria Konopnicka; posłowie Krystyna Kuliczkowska; Państwowe Zakłady Wydawnictw Szkolnych, Warszawa 1962);
- Mieczysława Buczkówna, Osiołek Joko (Wydawnictwo Literackie, Kraków 1962);
- Mieczysława Buczkówna, Tajemnica białego kamienia (Spółdzielnia Wydawnicza „Czytelnik”, Warszawa 1962);
- Mieczysława Buczkówna, Zaczarowana jagoda (Spółdzielnia Wydawnicza „Czytelnik”, Warszawa 1962);
- Maria Dunin-Wąsowicz, Przedszkole w oczach mamy (wstęp Helena Kruk; Państwowe Zakłady Wydawnictw Szkolnych, Warszawa 1962);
- Natalia Gałczyńska,  Iv i Finetta (na motywach ludowych bajek francuskich) (Biuro Wydawnicze „Ruch”, Warszawa 1962, 1963);
- Czesława Niemyska-Rączaszkowa, Przyjaciele (Instytut Wydawniczy „Nasza Księgarnia”, Warszawa 1962, 1969, 1972, 1972, 1977, 1985 ISBN 83-10-08435-8);
- Rainer Maria Rilke, Elegie duinejskie (tłum. Mieczysław Jastrun; Wydawnictwo Literackie, Kraków 1962, 1963);
- Magdalena Sizowa, W baletowej szkole (tłum. Barbara Tylicka; Instytut Wydawniczy „Nasza Księgarnia”, Warszawa 1962);
- Andrzej Wozniesienski, Parabola (wybór i redakcja Alicja Lisiecka; Państwowe Wydawnictwo „Iskry”, Warszawa 1962);
- Helena Bobińska, Pionierzy (Instytut Wydawniczy „Nasza Księgarnia”, Warszawa 1963);
- Czesław Janczarski, Tygrys o Złotym Sercu (Instytut Wydawniczy „Nasza Księgarnia”, Warszawa 1963);
- Jerzy Jesionowski, Jasio Świszczypała (Wydawnictwo Literackie, Kraków 1963);
- Hanna Łochocka, Leśny lot (Biuro Wydawnicze „Ruch”, Warszawa 1963, 1964);
- Tadeusz Nowak, Obcoplemienna ballada (Ludowa Spółdzielnia Wydawnicza, Warszawa 1963);
- Ewa Kołaczkowska, Wakacje pana burmistrza (Instytut Wydawniczy „Nasza Księgarnia”, Warszawa 1964, 1971, 1982 ISBN 83-10-08132-4);
- Stanisław Jerzy Lec, Myśli nieuczesane nowe (układ graficzny; Wydawnictwo Literackie, Kraków 1964);
- Mieczysława Buczkówna, Nad jeziorem (Biuro Wydawnicze „Ruch”, Warszawa 1965);
- Anna Milska, O księciu Ibrahimie i pięknej Sinedhur. Baśń z Tunisu (Biuro Wydawnicze „Ruch”, Warszawa 1965);
- Czesława Niemyska-Rączaszkowa, Te same gwiazdy. Powieść historyczna (Ludowa Spółdzielnia Wydawnicza, Warszawa 1965, 1977, 1985 ISBN 83-205-3605-7);
- Janina Wójcicka, Krawędzią nadziei (Ludowa Spółdzielnia Wydawnicza, Warszawa 1965);
- Eleanor Farjeon, Marcin spod Dzikiej Jabłoni. Tom 2. Na łące (tłum. Hanna Januszewska; Instytut Wydawniczy „Nasza Księgarnia”, Warszawa 1966);
- Stefan Garczyński, Misiołek (Spółdzielnia Wydawnicza „Czytelnik”, Warszawa 1966, 1970);
- Hanna Januszewska, Sześć grubych ryb Instytut Wydawniczy „Nasza Księgarnia”, Warszawa 1966, 1972);
- Rosemary Sutcliff (oprac.), Beowulf (tłum. Anna Przedpełska-Trzeciakowska; Instytut Wydawniczy „Nasza Księgarnia”, Warszawa 1966);
- Ewa Szelburg-Zarembina, Pożegnanie ogrodu (Wydawnictwo Literackie, Kraków 1966);
- Stanisław Szydłowski, Przygoda pewnego pawia (Biuro Wydawnicze „Ruch”, Warszawa 1966);
- Miguel de Cervantes Saavedra, Intermedia (tłum. Zofia Szleyen; Wydawnictwo Literackie, Kraków 1967);
- Julia Hartwig, Artur Międzyrzecki, Przygody Poziomki (Instytut Wydawniczy „Nasza Księgarnia”, Warszawa 1967);
- Anna Kamieńska, W Nieparyżu i gdzie indziej (Instytut Wydawniczy „Nasza Księgarnia”, Warszawa 1967);
- Irina Tokmakowa, Kogutek (tłum. Wanda Grodzieńska; Instytut Wydawniczy „Nasza Księgarnia”, Warszawa 1967);
- Jerzy Ficowski, Maciupinka (Biuro Wydawnicze „Ruch”, Warszawa 1968; Krajowa Agencja Wydawnicza RSW „Prasa, Książka, Ruch”, Warszawa 1974);
- Brunon Hlebowicz, O słowiczku podróżniczku (Biuro Wydawnicze „Ruch”, Warszawa 1968);
- Anna Przemyska, Dookoła chmurek (Wydawnictwo Literackie, Kraków 1968, 1974);
- Jan Sztaudynger, Zwrotki dla Dorotki (Instytut Wydawniczy „Nasza Księgarnia”, Warszawa 1968);
- Walentina Muchina-Pietrinska, Śnieżna pułapka (tłum. Janina Lewandowska; Instytut Wydawniczy „Nasza Księgarnia”, Warszawa 1969);
- Ahmet Hromadžić, Skamieniałe wilki (tłum. Zygmunt Stoberski; Instytut Wydawniczy „Nasza Księgarnia”, Warszawa 1969);
- Wanda Żółkiewska, Przyjaciele mojego dzieciństwa; Trzy kostki cukru (Instytut Wydawniczy „Nasza Księgarnia”, Warszawa 1969, 1978);
- Helena Bechlerowa, Poziomkowy kraj (Instytut Wydawniczy „Nasza Księgarnia”, Warszawa 1970);
- Wanda Chotomska, Siedem księżyców (Biuro Wydawnicze „Ruch”, Warszawa 1970);
- Hanna Januszewska, Grajmy (nuty: muzyka Franciszka Leszczyńska; metodyka Beda Nowosielska; Biuro Wydawnicze „Ruch”, Warszawa 1970);
- Walery Łoziński, Zaklęty dwór (posłowie Wojciech Żukrowski; Instytut Wydawniczy „Nasza Księgarnia”, Warszawa 1970, seria: „Złoty Liść”);
- Henryk Sienkiewicz, Baśnie i legendy (wybór, wstęp i przypisy Tomasz Jodełka-Burzecki; Ludowa Spółdzielnia Wydawnicza, Warszawa 1970, 1973, 1975);
- Pieśń o Cydzie (tłum. Anna Ludwika Czerny; Wydawnictwo Literackie, Kraków 1970);
- Helena Bobińska, O królu Słońcu i jego czterech córkach (Instytut Wydawniczy „Nasza Księgarnia”, Warszawa 1971, 1975, 1982 ISBN 83-10-08304-1, 1988 ISBN 83-10-08304-1);
- Jan Brzechwa, Wiosna (Biuro Wydawnicze „Ruch”, Warszawa 1971);
- Stanisław Kowalewski, Wieczór u Padyszacha (Instytut Wydawniczy „Nasza Księgarnia”, Warszawa 1971, 1974);
- Marek Dubas, Tu mieszka murzynek (Krajowa Agencja Wydawnicza 1972);
- Zbigniew Jerzyna, Wśród drzew (Instytut Wydawniczy „Nasza Księgarnia”, Warszawa 1972, 1980 ISBN 83-10-07883-8);
- James Joyce,  Utwory poetyckie – Poetical works (opracowanie graficzne; wydanie polsko-angielskie; Wydawnictwo Literackie, Kraków 1972, 1975);
- Jan Wilkowski, Słoneczne historie (Biuro Wydawnicze „Ruch”, Warszawa 1972; Krajowa Agencja Wydawnicza RSW „Prasa, Książka, Ruch”, Warszawa 1975);
- Zbigniew Żakiewicz, Kraina sto piątej tajemnicy (Spółdzielnia Wydawnicza „Czytelnik”, Warszawa 1972, 1977, 1988, ISBN 83-07-01228-7);
- Wiktor Golawkin, Mój kochany tato (tłum. Wiktor Woroszylski; Instytut Wydawniczy „Nasza Księgarnia”, Warszawa 1973);
- Tadeusz Kubiak, List do Warszawy (Instytut Wydawniczy „Nasza Księgarnia”, Warszawa 1973, 1977);
- Adam Mickiewicz, Pan Tadeusz, czyli ostatni zajazd na Litwie. Historia szlachecka z roku 1811 i 1812 we dwunastu księgach wierszem (Wydawnictwo Arkady, Warszawa 1973; Mediasat Rifghts Kft / Mediasat Group S.A., Warszawa 2005 ISBN 84-9819-197-1, seria: Biblioteka „Gazety Wyborczej”, 26; Harbor Point Media Rodzina, Poznań 2015, ISBN 978-83-8008-125-3; Media Rodzina, Poznań 2023 ISBN 978-83-8008-161-1 [w etui]);
- Anna Przemyska, Zagrajmy w zielone (Wydawnictwo Literackie, Kraków 1973, 1976, 1986 ISBN 83-08-01725-8);
- Branko Ćopić, Ikona z koniem (tłum. Magdalena Petryńska; Państwowe Wydawnictwo „Iskry”, Warszawa 1974);
- Georgi Danaiłow, Taki jestem (tłum. Jadwiga Nikołow; „Nasza Księgarnia”, Warszawa 1974);
- Teodor Goździkiewicz, Gniade, kare, kasztanki (Ludowa Spółdzielnia Wydawnicza, Warszawa 1974);
- Andrzej Hausbrandt, Tomaszewski – pantomima (Interpress, Warszawa 1974);
- Aleksander Jackowski, Mazowsze. Państwowy Zespół Ludowy Pieśni i Tańca (album wydany z okazji jubileuszu XXV-lecia zespołu; koncepcja i opracowanie graficzne; Polska Agencja Interpress, Warszawa 1974);
- Jerzy Kierst, Od gór do morza (Biuro Wydawniczo-Propagandowe RSW „Prasa, Książka, Ruch”, Warszawa 1974);
- Irena Parandowska, Ze świata mitów (Instytut Wydawniczy „Nasza Księgarnia”, Warszawa 1974);
- Marta Tomaszewska, Wyprawa Tapatików (Biuro Wydawniczo-Propagandowe RSW „Prasa, Książka, Ruch”, Warszawa 1974; Krajowa Agencja Wydawnicza 1977, 1978);
- Pedro Calderón de la Barca, Dramaty (obwoluta, tłoczenie, ilustracje i układ graficzny; zawiera: Książę niezłomny, Lekarz swojego honoru, Alkad z Alamei, Życie jest snem; tłum. Juliusz Słowacki, Edward Porębowicz, Ludwik Hieronim Morstin, Jarosław Marek Rymkiewicz; posłowie Zygmunt Czerny; Wydawnictwo Literackie, Kraków 1975);
- Konstanty Ildefons Gałczyński, Noctes aninenses (Spółdzielnia Wydawnicza „Czytelnik”, Warszawa 1975);
- Teodor Goździkiewicz, Buraski, czarnuchy... (Ludowa Spółdzielnia Wydawnicza, Warszawa 1975);
- Teodor Goździkiewicz, Reksy, Smyki i Zagraje (Ludowa Spółdzielnia Wydawnicza, Warszawa 1975);
- Ludwik Jerzy Kern, Nasze podwórko (Instytut Wydawniczy „Nasza Księgarnia”, Warszawa 1975, 1979 ISBN 83-10-07538-3, 1990 ISBN 83-10-09113-3);
- Francesco Petrarca, Sonety do Laury (wybór, przekłady i przedmowa Jalu Kurek; Wydawnictwo Literackie, Kraków 1975);
- Ward Ruyslinck,  Bez przebudzenia (tłum. Roman Popiński; Państwowy Instytut Wydawniczy, Warszawa 1975, seria: „Biblioteka Jednorożca”);
- Zbigniew Żakiewicz, Ostatni rejs „Grubego Jana” (Spółdzielnia Wydawnicza „Czytelnik”, Warszawa 1975);
- Teodor Goździkiewicz, Drapieżcy (Ludowa Spółdzielnia Wydawnicza, Warszawa 1976);
- Marta Tomaszewska, Tapatiki kontra mandiable (Krajowa Agencja Wydawnicza RSW „Prasa-Książka-Ruch”, Warszawa 1976);
- Marta Tomaszewska, Tapatiki na ziemi (Krajowa Agencja Wydawnicza RSW „Prasa-Książka-Ruch”, Warszawa 1976);
- Marta Tomaszewska, Powrót Tapatików (Krajowa Agencja Wydawnicza RSW „Prasa-Książka-Ruch”, Warszawa 1978, 1984 ISBN 83-03-00405-0);
- Zdzisław Nowak, Cudowny skarb. Legendy i opowieści uzbeckie (Wydawnictwo „Nasza Księgarnia”, Warszawa 1978);
- Marian Piechal, Wiatr od Wisły. Poemat (Państwowy Instytut Wydawniczy, Warszawa 1978);
- Konstanty Ildefons Gałczyński, Dzieła w pięciu tomach (opracowanie graficzne; Tom 1: Poezje 1, Tom 2: Poezje 2, Tom 3: Próby teatralne, Tom 4: Proza, Tom 5: Przekłady; Spółdzielnia Wydawnicza „Czytelnik”, Warszawa 1979);
- Teodor Goździkiewicz, Piękne przymorze (Ludowa Spółdzielnia Wydawnicza, Warszawa 1979, ISBN 83-205-3126-8);
- Mateusz Siuchniński, Ilustrowane dzieje Polski (Wydawnictwo Interpress, Warszawa 1979);
- Edward Szymański, Świat oczom ciekawym otwarty (Instytut Wydawniczy „Nasza Księgarnia”, Warszawa 1982 ISBN 83-10-08028-X, 1986 ISBN 83-10-08028-X);
- Czesław Janczarski, Niezwykła przygoda kapitana Łukasza w państwie motyli (Wydawnictwo Łódzkie, Łódź 1983, ISBN 83-218-0290-7);
- Józef Czechowicz, Sny szczęśliwe (Wydawnictwo Lubelskie, Lublin 1984, ISBN 83-222-0158-3);
- Wieniamin Kawierin, Werlioka (tłum. Janina Olszowska; Wydawnictwo „Nasza Księgarnia”, Warszawa 1984, ISBN 83-10-09001-3);
- W zaklętym borze. Od Puszkina do Jesienina (wiersze wybrali: Danuta Wawiłow i Oleg Usenko; Wydawnictwo „Nasza Księgarnia”, Warszawa 1985, ISBN 83-10-08355-6);
- Józef Ratajczak,  Idzie wiosna (Wydawnictwo „Nasza Księgarnia”, Warszawa 1986 ISBN 83-10-08856-6);
- Kto wymyślił choinki? Antologia wierszy dla dzieci (opracowanie Wanda Kobyłecka, Ewa Prządka; Krajowa Agencja Wydawnicza, Warszawa 1988, ISBN 83-03-02392-6);
- Józef Ratajczak, Wlazł kotek na płotek (Wydawnictwo „Nasza Księgarnia”, Warszawa 1990 ISBN 83-10-09556-2, 1991 ISBN 83-10-09148-6);
- Paz Rodero, Dos Amigos (w języku hiszpańskim; Editorial KóKINOS 1995, ISBN 84-88342-17-9);
- Irena Krzywicka,  Mieszane towarzystwo. Opowiadania dla dorosłych o zwierzętach  (Spółdzielnia Wydawnicza „Czytelnik”, Warszawa 1997);
- Baśnie z całego świata (wybór Grzegorz Leszczyński; projekt graficzny Grażyna Lange; Wydawnictwo Nowa Era, Warszawa 2006, ISBN 83-7409-370-6);
- Bolesław Leśmian, Baśń o rumaku zaklętym (Oficyna Olszynka Józef Rudalski, Warszawa 2006, ISBN 83-924331-2-2);
- Agnieszka Taborska, Blues nosorożca (Wydawnictwo Książkowe „Twój Styl”, Warszawa 2008, ISBN 978-83-7163-574-8);
- Agnieszka Taborska, Czarna góra (Wydawnictwo Książkowe „Twój Styl”, Warszawa 2008, ISBN 978-83-7163-478-9);
- Gerda Wagener, Wilczek (tłum. Monika Lutz; Wydawnictwo Tatarak, Warszawa 2007, ISBN 978-83-925929-0-7; Wydawnictwo Tatarak, Warszawa 2020, ISBN 978-83-63522-96-4; edycja w języku włoskim jako: Lupacchiotto. Storia di un lupo unico nel suo genere: Bohem Press Italia 2022, ISBN 978-88-32137-17-0);
- Rudyard Kipling, Księga dżungli (tłum. Andrzej Polkowski; Harbor Point Media Rodzina, Poznań 2010, ISBN 978-83-7278-399-8);
- Agnieszka Zgorzelska, Nazywam się... Fryderyk Chopin (Harbor Point Media Rodzina, Poznań 2010, ISBN 978-83-7278-442-1; 2023, ISBN 978-83-8265-516-2);
- Ulf Stark, Mały Asmodeusz (tłum. Katarzyna Skansberg; Harbor Point Media Rodzina, Poznań 2011, ISBN 978-83-7278-565-7);
- Agnieszka Wolny-Hamkało, Rzecz o tym, jak paw wpadł w staw (Wydawnictwo Hokus-Pokus, Warszawa 2011, ISBN 978-83-60402-45-0);
- Rudyard Kipling, Słoniątko (Fundacja Festina Lente, Warszawa, 2013, ISBN 978-83-7904-276-0);
- Agnieszka Taborska, Rybak na dnie morza (Czuły Barbarzyńca Press, Warszawa 2015, ISBN 978-83-62676-34-7);
- Miguel de Cervantes, Przemyślny szlachcic Don Kichote z Manczy (wydanie albumowe; tom I-II; tłum. Anna Ludwika Czerny, Zygmunt Czerny; Chain Fundacja Chem Poland na rzecz Kultury, Warszawa 2016, ISBN 978-83-945987-0-9);
- Jan Kerden, Klejnot Wieliczki (Centrum Kultury i Turystyki, Wieliczka 2017, ISBN 978-83-945976-0-3);
- Svenja Herrmann, Wilczki (Media Rodzina, Poznań 2018, ISBN 978-83-8008-484-1);
- Ewa Karwan-Jastrzębska, Krowa kolorowa (Wydawnictwo „Prószyński i S-ka”, Warszawa 2018, ISBN 978-83-8123-372-9);
- Laura Simeoni, Ronzinante e Don Chisciotte (w języku włoskim; De Bastiani 2019, ISBN 88-8466-610-4);
- Ewa Karwan-Jastrzębska, Koci król (Grupa Cogito, Warszawa 2020, ISBN 978-83-85534-15-0);
- Pan Bronek, czyli jak w Wielkopolszcze było, w sześciu księgach wierszem i prozą (książka jubileuszowa, poświęcona wydawcy Bronisławowi Kledzikowi; Media Rodzina, Poznań 2020);
- Ignacy Krasicki, Bajki o zwierzętach (Stowarzyszenie Kobiet „Miej Marzenia” – Oranżeria Kultury – Miejska Biblioteka Pedagogiczna (Lidzbark Warmiński); Pracownia Wydawnicza „ElSet” Elżbieta Skóra, Olsztyn 2021, ISBN 978-83-66075-80-1);
- Klechdy z podziemi (wybór klechd Elżbieta Pałasz; koncepcja książki Janusz Górski; autorzy: Roman Zmorski, Stanisław Dzikowski, Kazimierz Władysław Wójcicki; Wydawnictwo Czysty Warsztat, Gdańsk 2021, ISBN 978-83-964013-0-4);
- Marianna Janczarska, Mania i czarodziejska bania (Olesiejuk Sp. z o.o., Warszawa 2022, ISBN 978-83-274-9680-5).

## Katalogi i foldery wystaw (wybór)
- Józef Wilkoń. Wystawa grafiki i ilustracji książkowej (Biuro Wystaw Artystycznych, Koszalin, 16–30 czerwca 1976; projekt graficzny katalogu Józef Wilkoń; fotografia Jerzy Sabara; Krajowa Agencja Wydawnicza – Biuro Wystaw Artystycznych, Koszalin 1976);
- Józef Wilkoń. Wystawa ilustracji książkowej. Kalisz, wrzesień 1979 (Wystawa w Klubie Międzynarodowej Prasy i Książki w Kaliszu; wstęp Adam Kochanowski; Wydział Kultury i Sztuki Urzędu Wojewódzkiego w Poznaniu – Klub Międzynarodowej Książki i Prasy w Kaliszu; KAW, Poznań [1979]);
- Józef Wilkoń. Ilustracja książkowa / Buchillustration (Wystawa w Galerii Sztuki Współczesnej olsztyńskiego BWA. Wernisaż: 9.02.1995; wstęp: Andrzej Matynia, Danuta Wróblewska; projekt katalogu: Józef Wilkoń; tłum.: Joanna Holzman, Krystyna Mazur; fotografie: Krzysztof Kupczyk, Julian Sokołowski; Biuro Wystaw Artystycznych, Zamość 1995);
- Die Menagerie des Józef Wilkoń – Zwierzyniec Wilkonia (tekst równoległy w języku niemieckim; tekst: Peter Nickl, Andrzej Matynia; fotografie: Piotr Ligier, George Meister, Paweł Słomczyński; München 1996);
- Koncert dla Małgosi. Wystawa prac z lat 1957–1998 (Wystawa w Pałacu Sztuki Towarzystwa Przyjaciół Sztuk Pięknych w Krakowie; tekst równoległy w języku angielskim; tłum. Henryk Czajkowski; Lettra Graphic, Kraków 1998, ISBN 83-903695-9-1);
- Józef Wilkoń. Ilustracje, rzeźba (Wystawa od 17 czerwca do 24 lipca 2004; tekst równoległy w języku angielskim; projekt katalogu Waldemar Idzikowski; Galeria Sztuki Współczesnej „Profil”, Centrum Kultury „Zamek”, Poznań 2004, ISBN 83-920422-0-4);
- Arka Wilkonia. Wystawa Józefa / Wilkonia Wilkoń’s Ark. Exhibition of Józef Wilkoń (Wystawa w dniach 9.12.2006 – 21.01.2007; tekst równoległy w języku angielskim; tłum. Marcin Wawrzyńczak; redakcja Małgorzata Jurkiewicz; Zachęta – Narodowa Galeria Sztuki, Warszawa 2006, ISBN 83-89145-91-X);
- Józef Wilkoń ilustracje / rzeźby (tekst: Andrzej Matynia; Galeria Biura Wystaw Artystycznych w Ostrowcu Świętokrzyskim, kwiecień – maj 2009);
- Józef Wilkoń (Wystawa na Akademii Sztuk Pięknych w Gdańsku, 2009; Wydawnictwo Czysty Warsztat, Gdańsk 2009);
- Józef Wilkoń. Kurza stopa i zwierzęta (redakcja Barbara Zagórska; Muzeum Historyczno-Etnograficzne im. Juliana Rydzkowskiego, Chojnice 2011, ISBN 978-83-60947-18-0);
- Fantastische Tiere. Die wunderbare Welt des Józef Wilkoń / Józef Wilkoń im Gespräch mit Janusz Górski (Wystawa „Fantastische Tiere. Die Wunderbare Welt des Józef Wilkoń”, 24.05.-14.09 2014, Kunstraum Stade; Gimpel Verlag, Langenhagen 2014, ISBN 978-3-945359-00-6);
- Józef Wilkoń. Don Kichot. 24/01/2017 – 5/03/2017 (Wystawa w Galerii Opera; Teatr Wielki – Opera Narodowa, Warszawa 2017, ISBN 978-83-65161-84-0);
- Co Józef Wilkoń namalował. Od stycznia 2018 roku do dzisiaj. Warszawa, czerwiec 2018 roku / What has Józef Wilkon painted. Since January 2018 till now (Wystawa w Galerii Quadrilion w Warszawie; tekst równoległy w języku angielskim; fotografie prac Michał Matuszewski, Piotr Gil; redakcja Michał Matuszewski; współpraca redakcyjna: Carmen Tarcha, Agnieszka Popławska; tłumaczenie: Magdalena Macińska; Galeria Quadrilion, Warszawa 2018, ISBN 978-83-948497-5-7);
- Józef Wilkoń. Ilustracje do „Pana Tadeusza” (Wystawa w Muzeum Historycznym Miasta Tarnobrzega, 23–25 marca 2019; tekst Tadeusz Zych; Muzeum Historyczne Miasta Tarnobrzega, Tarnobrzeg 2019, ISBN 978-83-88660-39-9);
- Józef Wilkoń. Nosiwody. Wilkoń po Akademii 1956–1958  (Wydawnictwo Czysty Warsztat, Gdańsk 2021, ISBN 978-83-953727-9-7)
- Józef Wilkoń. Ptaki (fotografie: Piotr Gil, Radek Świetlik; Fundacja „Arka” im. Józefa Wilkonia, Piaseczno 2023, ISBN 978-83-66749-53-5).

## Nagrody i odznaczenia (wybór)
Źródło: culture.pl.
- 1959: Złoty Medal na Międzynarodowej Wystawie Sztuki Edytorskiej IBA, Lipsk (Niemcy)
- 1959, 1961, 1964, 1970, 1973, 1974: Nagrody w konkursie PTWK Najpiękniejsze Książki Roku
- 1966: Deutscher Jugendbuchpreis für Graphische Gestaltung, Düsseldorf (Niemcy)
- 1967: Nagroda Ministra Kultury i Sztuki oraz Nagroda Krajowa za dokonania w dziedzinie ilustracji książkowej;
- 1969: Złoty Medal na Biennale Ilustracji Bratysława (Słowacja)
- 1970, 1973: Srebrne Koziołki na Biennale Sztuki dla Dziecka (Poznań)
- 1973: Nagroda na Biennale Ilustracji Bratysława i Medal Komisji Edukacji Narodowej za twórczość artystyczną dla dzieci
- 1974: Nagroda Premiera za twórczość dla dzieci i Premio Grafico na Międzynarodowej Wystawie Książki w Moskwie (ZSRR)
- 1975: Premio Europeo, Padwa (Włochy)
- 1977: Złote Koziołki na Biennale Sztuki dla Dziecka (Poznań)
- 1980: Dyplom „Loisirs Jeunes” za najlepiej zilustrowaną książkę zagraniczną, Paryż (Francja) oraz Premio Grafico na Międzynarodowych Targach Książki Dziecięcej, Bolonia (Włochy)
- 1984: The Owl Prize, Tokio (Japonia)
- 1987: Nagroda specjalna PTWK za całokształt twórczości
- 1991: Grand Prix (Totem Album), Montreuil (Francja) oraz Premio Grafico na Międzynarodowych Targach Książki Dziecięcej, Bolonia (Włochy)
- 1998: Nagroda Andersen Premio, Genewa (Szwajcaria)
- 2000: Nagroda „Graine de Lecteurs 2000”, Arles (Francja)
- 2002: Medal – nagroda Polskiej Sekcji IBBY za całokształt twórczości
- 2005: Nagroda Ministra Kultury
- 2006: Złoty Medal „Zasłużony Kulturze Gloria Artis”[48]
- 2007: Nagroda TVP Kultura za wystawę „Arka Wilkonia” w Narodowej Galerii Sztuki Zachęta w Warszawie
- 2008: Nagroda Honorowa – Książka Roku 2007 Polskiej Sekcji IBBY
- 2009: Nominacja Internationale Jugendbibliothek do Nagrody Pamięci Astrid Lindgren
- 2010:
  - Krzyż Kawalerski Orderu Odrodzenia Polski[49]
  - Nagroda Pegazika w kategorii Twórca Książki dla Dzieci
  - Nagroda Polskiego Towarzystwa Wydawców Książek, dla Józefa Wilkonia za wybitne ilustracje do książki Rudyarda Kiplinga Księga dżungli[50]
  - Złote Berło, nagroda Fundacji Kultury Polskiej[51]
- 2011:
  - Nagroda Polskiego Towarzystwa Wydawców Książek Najpiękniejsza Książka roku 2011 literatura piękna „Listy Chopina” ilustracje i projekt graficzny Józef Wilkoń, wydawca Narodowy Instytut Fryderyka Chopina[52]
  - Nagroda Polskiego Towarzystwa Wydawców Książek Najpiękniejsza Książka roku 2011 dla dzieci i młodzieży „Psie życie” tekst i il. Józefa Wilkonia wydawca Hokus Pokus[52]
- 2013: Nagroda „Best Book Design from all over the World 2012” w Lipsku – brązowy medal – książka „Psie życie”[53]
- 2014: Nagroda Pary Prezydenckiej (Bronisława i Anny Komorowskich) za wybitne osiągnięcia w twórczości dla dzieci i młodzieży w kategorii sztuki plastyczne[54][55]
- 2015: wyróżnienie honorowe w konkursie „Książka Roku 2015” Polskiej Sekcji IBBY w kategorii książka obrazkowa za autorską książkę Zbuntowany elektron[56]
- 2017: Nagroda ZAiKS-u za całokształt twórczości dla dzieci[57]
- 2018: Nagroda Specjalna Kryształowe Zwierciadła „za wierność sobie i wartościom, zwłaszcza w czasach, kiedy było to bardzo trudne. Za bycie mistrzem dla młodego pokolenia twórców, kształtowanie wyobraźni pokoleń. Za talent, pasję i autorytet”[58]
- 2019: Krzyż Komandorski Orderu Izabeli Katolickiej (Hiszpania)[59]
- 2020: Nagroda specjalna i członkostwo honorowe Stowarzyszenia Autorów ZAiKS[57]
- 2025 nominacja do Nagrody im. Cypriana Kamila Norwida za wystawę „Józef Wilkoń. Białe złoto” w Van Rij Gallery w Ćmielowie[60]

## Filmy dokumentalne poświęcone artyście
- Józef Wilkoń (realizacja Jakub Nowak; 2000)[61]
- Arka Józefa Wilkonia (realizacja Grażyna Banaszkiewicz; 2007)[62]
- Wilkoń 88 (reżyseria Mariusz Malec; 2017)[63]
- Za drzwiami wyobraźni – Józef Wilkoń (reżyseria Anna Jowita Ciołkiewicz; 2020)[64]
- Szopka oczami Wilkonia (reżyseria: Urszula Dubowska, Ryszard Wiencek; 2022)[65]